# Lista över avsnitt av Lilla huset på prärien
Detta är en avsnittslista för den amerikanska TV-serien Lilla huset på prärien, serien föregicks av ett 90-minuters pilotavsnitt, som premiärsändes den 30 mars 1974. Serien sändes sedan på NBC från 11 september 1974 till 10 maj 1982. Majoriteten av avsnitten har en spellängd på cirka 50 minuter. En del avsnitt har dock varit längre, omkring 90 minuter till två timmar. Serien har visats i många länder, på flera olika kanaler. I Sverige har serien sänts i flera omgångar sedan 1979.
Det är ett vilda västerndrama om pionjärfamiljen Ingalls som bosätter sig på en gård i det lilla samhället Walnut Grove i Minnesota, på 1870- och 1880-talen. Serien är en baserad på Laura Ingalls Wilders bokserie om det Lilla huset på prärien.

## Serieöversikt
{{}}
| Säsong | Säsong       | Avsnitt      | Avsnitt      | Originalvisning       | Originalvisning      |
| Säsong | Säsong       | Avsnitt      | Avsnitt      | Första sändningsdatum | Sista sändningsdatum |
| ------ | ------------ | ------------ | ------------ | --------------------- | -------------------- |
|        | Pilotavsnitt | Pilotavsnitt | Pilotavsnitt | 30 mars 1974          | 30 mars 1974         |
|        | 1            | 24           | 24           | 11 september 1974     | 7 maj 1975           |
|        | 2            | 22           | 22           | 10 september 1975     | 31 mars 1976         |
|        | 3            | 22           | 22           | 27 september 1976     | 4 april 1977         |
|        | 4            | 22           | 22           | 12 september 1977     | 13 mars 1978         |
|        | 5            | 24           | 24           | 11 september 1978     | 19 mars 1979         |
|        | 6            | 24           | 24           | 17 september 1979     | 12 maj 1980          |
|        | 7            | 22           | 22           | 22 september 1980     | 11 maj 1981          |
|        | 8            | 22           | 22           | 5 oktober 1981        | 10 maj 1982          |
|        | 9            | 22           | 22           | 27 september 1982     | 21 mars 1983         |
|        | TV-filmer    | 3            | 3            | 12 december 1983      | 6 februari 1984      |

## Avsnitt

### Pilotavsnitt (1974)
| Titel | Regissör       | Manus           | Sändningsdatum | Prod. kod |
| --- | -------------- | --------------- | -------------- | --------- |
| Little House on the Prairie | Michael Landon | Blanche Hanalis | 30 mars 1974   | n/a       |
| Charles och Caroline Ingalls (Michael Landon och Karen Grassle) flyttar med sina tre unga döttrar, Mary, Laura och Carrie (Melissa Sue Anderson, Melissa Gilbert och Lindsay Greenbush) från de stora skogarna i Wisconsin till de öppna prärierna i Kansas. Deras närmaste granne, Isaiah Edwards (Victor French), hjälper dem att bosätta sig på prärien där de stöter på våldsamma stormar, bränder och fientliga indianstammar. Till sist är det regeringen som tvingar familjen att lämna sin mark i Kansas och söka efter en ny plats att slå sig ned på. Notering: Händelserna i detta pilotavsnitt är baserade på Laura Ingalls Wilders berättelser i hennes serie böcker om det Lilla huset på prärien. Dock är de dramatiserade porträtten, dynamiken mellan Charles och Caroline, romantiserad och moderniserad. Laura och Marys personligheter är däremot precis som de var i verkliga livet, och scenen där Mary ville spara sin pepparmyntsgodis (som hon fått av jultomten via Mr. Edwards) medan Laura genast åt upp sin, var direkt hämtad från Wilders bok. |                |                 |                |           |

### Säsong 1 (1974–1975)
- Caroline (Karen Grassle), Laura (Melissa Gilbert) och Mary (Melissa Sue Anderson) medverkar i alla 24 avsnitt
- Charles (Michael Landon) medverkar i 23 avsnitt
- Carrie (Lindsay och Sidney Greenbush) medverkar i 18 avsnitt

| Nr i serien | Nr i säsongen | Titel                           | Regissör           | Manus                                                                            | Sändningsdatum    | Prod. kod |
| --- | ------------- | ------------------------------- | ------------------ | -------------------------------------------------------------------------------- | ----------------- | --------- |
| 1 | 1             | "A Harvest of Friends"          | Michael Landon     | Synopsis av : John Hawkins Manus av : John Hawkins & William Putman              | 11 september 1974 | 1002      |
| Familjen Ingalls köper en bit mark intill flodbanken vid Plum Creek, nära Walnut Grove i Minnesota. Charles tar arbete vid Hansons sågverk för att få virke till att bygga "Det lilla huset" med. Utöver det behöver han en plog och vetekorn för att kunna odla, men han blir besviken då han i sitt första möte med Olesons inte lyckas få handla dessa på krita. Han gör istället en tuff affärsuppgörelse med köpmannen Mr. O'Neil. Han får jobba många långa timmar med hårt arbete, samtidigt som han också sköter sin egen gård. Charles klarar allt detta tills en familjepicknick leder till ett allvarligt bakslag. När O'Neil är strikt och tänker tillämpa villkoren i affären alldeles oavsett läget, hotar det Ingalls framtidsutsikter och möjlighet att stanna kvar på gården. Då kommer affärsmännen i Walnut Grove, som har sett Charles vilja att arbeta, till undsättning. Laura summerar sin fars upplevelse med orden att han skördat en skörd han inte förväntat sig: en skörd av vänner. |               |                                 |                    |                                                                                  |                   |           |
| 2 | 2             | "Country Girls"                 | William F. Claxton | Juanita Bartlett                                                                 | 18 september 1974 | 1001      |
| Mary och Laura börjar i skolan i Walnut Grove och träffar sin lärarinna, Miss Beadle (Charlotte Stewart). Laura blir omedelbart förtjust i henne, då hon är så snäll och doftar så gott av citronverbena. Caroline får lära sig att handskas med Harriet Oleson (Katherine MacGregor), den rika delägaren i Olesons Mercantile och Laura i sin tur hur man handskas med Olesons bortskämda dotter, Nellie Oleson (Alison Arngrim). Men Laura stöter på ett ännu större problem, alla barn ska göra en skrivuppgift som de sen ska läsa upp på Föräldradagen i skolan. Men när dagen väl infinner sig hittar hon även här på ett kreativt sätt att lösa uppgiften. Notering: Det finns en liknande historia i Huset vid Plommonån. Men i själva verket är ingendera av versionerna helt verklighetstrogna, Mary och Laura började gå i Barry Corner School innan de lämnade Big Woods i Wisconsin för Minnesota år 1874.                                                                                          |               |                                 |                    |                                                                                  |                   |           |
| 3 | 3             | "100 Mile Walk"                 | William F. Claxton | Ward Hawkins                                                                     | 25 september 1974 | 1003      |
| Charles som förväntar sig en stor veteskörd, blir förkrossad när en hagelstorm plattar till alla grödor i området. Han måste nu resa hemifrån för att kunna finna arbete och tjäna ihop lite pengar till familjens försörjning. På vägen möter han Jack Peters (Don Knight) och Jacob Jacobsen (Rick Hurst). Jack har ett jobb i ett stenbrott, och gör det möjligt för Charles och Jacob att få arbete där också, det är ett hårt och farligt arbete men ger bra betalt. Medan männen är borta, organiserar Caroline de andra fruarna och barnen i byn för att rädda vad de kan av vetet. Notering: Detta är en referens till hundramilspromenaden i boken Huset vid Plommonån. I böckerna däremot var det gräshoppor som förstörde skörden och detta ledde till att familjen gav sig av, till skillnad från i TV-serien där familjerna Ingalls och Wilder vistas i Walnut Grove under större delen av serien.                                                                                                  |               |                                 |                    |                                                                                  |                   |           |
| 4 | 4             | "Mr. Edwards' Homecoming"       | Michael Landon     | Joel Murcott                                                                     | 2 oktober 1974    | 1004      |
| Medan Charles är i Mankato, stöter han på en berusad Mr. Edwards, mitt i ett barslagsmål. Charles tar med honom hem till Walnut Grove. För att uppmuntra honom att stanna ordnar Charles även ett jobb åt honom på Hansons sågverk, medan Caroline försöker få Edwards att uppvakta änkan Grace Snider (Bonnie Bartlett). Det lyckas hon också med och deras förhållande verkar blomstra, tills de stöter på allvarliga meningsskiljaktigheter. Notering: Det här är första gången Bonnie Bartlett medverkar som Grace Snider. |               |                                 |                    |                                                                                  |                   |           |
| 5 | 5             | "The Love of Johnny Johnson"    | William F. Claxton | Gerry Day                                                                        | 9 oktober 1974    | 1005      |
| Laura är förtjust i en ny pojke i skolan som heter Johnny Johnson (Mitch Vogel), men Johnny vill bara vara hennes vän, däremot är han intresserad av Mary, som i sin tur inte har något intresse för honom. Lauras svartsjuka leder till att hon anklagar Mary för att medvetet uppmuntra Johnny och de blir osams. Både Caroline och Charles pratar med Laura för att återställa harmonin i familjen. Notering: I Huset vid Plommonån är Johnny Johnson namnet på den norska, barfota, boskapsherden som arbetar nära familjen Ingalls första bostad i Plum Creek. |               |                                 |                    |                                                                                  |                   |           |
| 6 | 6             | "If I Should Wake Before I Die" | Victor French      | Harold Swanton                                                                   | 23 oktober 1974   | 1006      |
| Efter att hennes kära väninna har avlidit, känner sig fröken Amy (Josephine Hutchinson) ensam, då hennes barn och barnbarn aldrig besöker henne. Vid begravningen förklarar Laura att det inte är rättvist att nära och kära ignorerar en födelsedag men däremot dyker upp för en begravning. Fröken Amy bestämmer sig därför för att ha sin begravning innan hon dör, för att kunna träffa sina barn en sista gång och hon tar hjälp av doktor Hiram Baker (Kevin Hagen), Charles och Caroline för att kunna iscensätta detta. |               |                                 |                    |                                                                                  |                   |           |
| 7 | 7             | "Town Party, Country Party"     | Alf Kjellin        | Juanita Bartlett                                                                 | 30 oktober 1974   | 1007      |
| På en fest hos Nellie Oleson knuffar Nellie Laura så hon skadar sin vrist. Detta leder till att Laura blir vän med Olga (Kim Richards), en vänlig flicka som fötts med ett ben som är kortare än det andra. Charles får en idé om hur han kan hjälpa Olga, trots hennes förbittrade fars brist på stöd. När sedan Ingalls-flickorna har sin egen fest, ser Laura sin chans till hämnd på Nellie. Notering: I Huset vid Plommonån finns ett kapitel med samma namn, som även har en liknande historia. |               |                                 |                    |                                                                                  |                   |           |
| 8 | 8             | "Ma's Holiday"                  | Leo Penn           | Dale Eunson                                                                      | 6 november 1974   | 1010      |
| Charles bestämmer sig för att överraska Caroline med en romantisk semester i Mankato, bara de två. När Grace Snider, som skulle ha passat barnen insjuknar, övertalar Laura och Mary Mr. Edwards att se efter dem istället. Mr. Edwards accepterar, men upptäcker att barn, särskilt Carrie, ibland kan vara hårt arbete att hålla efter. Samtidigt i Mankato, trots Charles försök, kan Caroline inte sluta tänka på barnen. |               |                                 |                    |                                                                                  |                   |           |
| 9 | 9             | "School Mom"                    | William F. Claxton | Synopsis av : Jean Rouverol Manus av : Ward Hawkins                              | 13 november 1974  | 1011      |
| Miss Beadle skadar sig och Dr. Baker beordrar henne att vila. Då erbjuder skolans styrelse Caroline att ta över som lärarvikarie i Walnut Groves skola. En av de äldre eleverna, Abel McKay (Dirk Blocker) blir retad av de andra barnen eftersom han fortfarande är analfabet. När Caroline försöker hjälpa honom lägger sig Mrs. Oleson i och han springer iväg. Caroline lämnar då också skolan och svär att inte återvända till skolan förrän hon kunnat övertyga Abel om att också försöka igen. |               |                                 |                    |                                                                                  |                   |           |
| 10 | 10            | "The Raccoon"                   | William F. Claxton | Joseph Bonaduce                                                                  | 20 november 1974  | 1013      |
| Mary hittar en övergiven tvättbjörnsunge och tar med den hem. Även om Charles inledningsvis är skeptisk, övertalas han av flickorna och Caroline att låta dem behålla den och Laura döper tvättbjörnen till Jasper. Men snart börjar hans vilda instinkter visa sig och Jasper biter både Laura och Jack när han blir stressad, sedan försvinner han. Flickorna håller detta hemligt, men när Charles upptäcker att en tvättbjörn tar deras höns utgår alla ifrån att det är Jasper som har återvänt och nu visar sin rätta natur. |               |                                 |                    |                                                                                  |                   |           |
| 11 | 11            | "The Voice of Tinker Jones"     | Leo Penn           | Tony Kayden & Michael Russnow                                                    | 4 december 1974   | 1012      |
| När pastor Alden (Dabbs Greer) ber om donationer till en kyrkklocka till Walnut Grove, meddelar Mrs. Oleson att hon och hennes man kommer donera en stor klocka, tillsammans med en plakett med deras namn på. Detta delar upp staden i två grupperingar, med starka känslor på bägge sidor. Det leder till att pastor Alden känner sig skyldig och bestämmer sig för att sluta som pastor i församlingen. Situationen räddas av en stum kittelflickare, "Tinker" Jones (Chuck McCann), med god hjälp av stadens barn. Notering: Sean Penn medverkar som statist (hans far, Leo Penn, regisserade avsnittet). |               |                                 |                    |                                                                                  |                   |           |
| 12 | 12            | "The Award"                     | William F. Claxton | Michael Landon                                                                   | 11 december 1974  | 1014      |
| Medan Charles och Mr. Edwards är borta i tre veckor på en leveransresa åt Mr. Hanson, är Mary exalterad över priset som kommer att delas ut för bästa resultat i en extra examination, en Websters Dictionary. Men hon råkar under sina omfattande och sena studier orsaka en brand i ladan, vilket resulterar i att Caroline förbjuder henne att delta i provet. Mary bestämmer sig trots detta för att ändå genomföra det, i hemlighet. När Caroline får reda på sanningen, förbereder hon sig för en kraftmätning med Mary, men ännu en överraskning väntar henne, och mor och dotter återförenas istället. Notering: Michael Landon medverkar inte i detta avsnitt. |               |                                 |                    |                                                                                  |                   |           |
| 1314 | 1314          | "The Lord is My Shepherd"       | Michael Landon     | Michael Landon                                                                   | 18 december 1974  | 10081009  |
| Familjen Ingalls är överlyckliga över födelsen av en son i familjen, Charles Frederick Ingalls, men Laura blir svartsjuk på grund av all den uppmärksamhet han får från Charles och vägrar be för sin lillebrors hälsa när han insjuknar. När barnet dör strax därefter, blir Laura förkrossad av skuld. Hon pratar med pastor Alden som säger att hon behöver komma närmare Gud för att han ska höra hennes böner. Så Laura beger sig hemifrån och klättrar upp på ett stort berg. Där ber hon Gud om att få ta broderns plats i himlen så att han kan få återvända till livet igen, då hon tror att det är vad hennes far helst önskar. Medan Charles och Mr. Edwards letar efter Laura, blir hon omhändertagen av en himlasänd främling (Ernest Borgnine) som hjälper henne att inse hur mycket hon verkligen betyder för sin far. Notering: Avsnittet sändes ursprungligen som ett avsnitt med en längd på 93 minuter, numera visas det i två delar.                                                         |               |                                 |                    |                                                                                  |                   |           |
| 15 | 15            | "Christmas at Plum Creek"       | William F. Claxton | Arthur Heinemann                                                                 | 25 december 1974  | 1015      |
| När julen närmar sig blir alla i familjen Ingalls hemlighetsfulla och exalterade. Charles och Mary tar extrajobb för att få ihop pengar till presenter till sina nära och kära, medan Laura inte kan komma på varken vad man kan ge eller hur man kan samla ihop pengar. Tills hon inser att hon har något av värde att sälja - sin älskade häst Bunny, som Nels Oleson (Richard Bull) vill köpa till sin dotter Nellie. Juldagen bjuder på en del överraskningar, och Carrie lär sig julens innebörd. Notering: Det här är det första avsnittet där hästen Bunny är med, den återkommer i en serie berättelser i säsong tre. |               |                                 |                    |                                                                                  |                   |           |
| 16 | 16            | "Family Quarrel"                | William F. Claxton | Ward Hawkins                                                                     | 8 januari 1975    | 1016      |
| Nels och Harriet Oleson går båda lite för långt i vad de säger under ett av sina många käbbel, och de bestämmer sig för att separera. Harriet tar med sig barnen tillbaka österut. Familjen Ingalls och andra byinvånare gör olika försök för att få dem att lösa sina meningsskiljaktigheter. |               |                                 |                    |                                                                                  |                   |           |
| 17 | 17            | "Doctor's Lady"                 | Lewis Allen        | Synopsis av : Arthur Heinemann & Ann Beckett Manus av : Arthur Heinemann         | 15 januari 1975   | 1017      |
| När Harriet Olesons systerdotter, Kate (Anne Archer), kommer på besök förälskar sig hon och Dr. Baker i varandra. Kate får dock ge honom mycket uppmuntran för att han ska våga uppvakta henne. Influerad av yttranden från byborna, grunnar Dr. Baker än mer på deras åldersskillnad, och han vacklar mellan sin kärlek till Kate och vad han tror är bäst för henne. När Kate sedan följer med honom på ett läkarbesök för att förlösa ett barn av en kvinna vars egen födelse han också deltagit i, sätter det deras situation i fokus för dem båda och leder till att Dr. Baker tar ett svårt beslut. |               |                                 |                    |                                                                                  |                   |           |
| 18 | 18            | "Plague"                        | William F. Claxton | Synopsis av : William Keys & Michael Landon Manus av : Michael Landon            | 29 januari 1975   | 1018      |
| Ett tyfusutbrott drabbar Walnut Grove och Dr. Baker råder alla att stanna i isolering i sina hem. När Charles är ute på jakt finner han några fler offer för sjukdomen. Eftersom han nu blivit exponerad för smitta hjälper han Dr. Baker och pastor Alden med den provisoriska karantän och sjukstuga som sätts upp i kyrkan. Charles finner sedan sin käre vän Mr. Edwards insjuknad i tyfus och blir förtvivlad, men något Edwards säger hjälper Charles och Dr. Baker hitta källan till sjukdomen. Notering: Leslie Landon, Michael Landons dotter, gör här sitt första framträdande i serien, som ett av tyfusens offer. [Hon medverkar också i säsong tre "The Election", som en skolflicka, i säsong sex i "The Third Miracle", som en kvinna i en diligens, i säsong åtta "A Wiser Heart", som en diskare och i säsong nio ("A New Beginning") där hon ansluter i den återkommande rollen som lärarinnan Miss Etta Plum.]                                                                                |               |                                 |                    |                                                                                  |                   |           |
| 19 | 19            | "Circus Man"                    | Victor French      | Synopsis av : Preston Wood & Ward Hawkins Manus av : Ward Hawkins                | 5 februari 1975   | 1019      |
| En resande patentmedicinsförsäljare, O'Hara (Red Buttons) med gåvan av blarney och fingerfärdiga färdigheter, kommer till Walnut Grove med sin talande kråka och schimpans "cirkus". Han övertalar Charles att låta honom stanna med sin vagn på familjen Ingalls gård. Väl där charmar han Laura och Mary med sina tricks och sina "vilda" djur, men inte bara dem utan även halva stan. Men när några av stadsborna föredrar hans "mirakelpulver" framför Dr. Bakers medicinska behandling, ber Dr. Baker Charles att sända iväg O'Hara. Det gör Charles omedelbart, då han också tycker att det O'Hara sysslar med är högst tveksamt, för att inte säga skadligt. Strax därefter blir familjen Ingalls hund Jack skadad och Laura som är helt förtvivlad är övertygad om att enbart O'Hara kan bota honom. Charles rider därför ikapp O'Hara och ber honom återvända för att berätta sanningen för Laura, att han varken kan trolla människor eller djur friska.                                              |               |                                 |                    |                                                                                  |                   |           |
| 20 | 20            | "Child of Pain"                 | Victor French      | John Meston                                                                      | 12 februari 1975  | 1020      |
| Miss Beadle och Dr. Baker upptäcker att en pojke i skolan, Graham Stewart (Johnny Lee), blir misshandlad av sin ensamstående alkoholiserade far (Harris Yulin). Men det är först när Charles ilsket konfronterar honom som fadern erkänner att han har problem med spriten och ber om hjälp. Pojken bor med familjen Ingalls, medan Charles åtar sig att hjälpa till och rehabilitera fadern och bryta hans farliga vana. |               |                                 |                    |                                                                                  |                   |           |
| 21 | 21            | "Money Crop"                    | Leo Penn           | Synopsis av : John Meston Manus av : Ward Hawkins                                | 19 februari 1975  | 1021      |
| En universitetsutbildad bonde, vid namn Joseph Coulter (Alan Fudge) övertygar med hjälp av Charles, bönderna i Walnut Grove att investera i att plantera en ny typ av majs, istället för vete. Han åtar sig att införskaffa dessa och leverera dem till bönderna. Under sin returresa från Minneapolis, med lasten med majsfrön, åker Coulters vagn av vägen och kraschar i en brant backe. När han inte återvänder i tid blir bönderna oroliga, några av dem orsakar till och med problem inne i byn. Charles ger sig ut för att leta efter Coulter, och senare får de andra bönderna gottgöra honom och hans fru för sitt beteende. |               |                                 |                    |                                                                                  |                   |           |
| 22 | 22            | "Survival"                      | William F. Claxton | Synopsis av : John Hawkins & Preston Wood Manus av : John Hawkins                | 26 februari 1975  | 1022      |
| Medan familjen Ingalls är på väg hem från en familjeutflykt till Mankato, får de en dubbel varning från en sheriff (Jack Ging): en snöstorm är på väg och en farlig indian är på fri fot och jagas av sheriffen. När familjen Ingalls blir fångade i snöstormen, tar de skydd i en övergiven stuga. Charles fryser nästan ihjäl medan han är ute på jakt efter mat, men han räddas av den efterlysta indianen, Jack Lame Horse (Robert Tessier). Samtidigt har samme sheriff tagit skydd med Caroline och flickorna i stugan, och Charles får nu chansen att återgälda tjänsten genom att rädda Jack Lame Horses liv. |               |                                 |                    |                                                                                  |                   |           |
| 23 | 23            | "To See the World"              | Michael Landon     | Gerry Day                                                                        | 5 mars 1975       | 1023      |
| Efter att Johnny Johnson haft en dispyt med sin far, bestämmer han sig för att lämna hemmet för "att se världen", efter att ha påverkats av Mr. Edwards skrönor. Han får åka med Mr. Edwards på en leverans till Mankato, där Edwards, som känner sig ansvarig använder sina egna pengar för att finansiera olika sätt att övertyga den unge mannen om att istället återvända hem. |               |                                 |                    |                                                                                  |                   |           |
| 24 | 24            | "Founder's Day"                 | William F. Claxton | Synopsis av : Byron Twiggs & Ward Hawkins Manus av : Ward Hawkins & John Hawkins | 7 maj 1975        | 1024      |
| Walnut Grove firar Founder's Day, och Caroline, Laura och Mary visar sig tävla mot Olesons i tävlingarna som anordnas. Charles vill bara vara åskådare och säger till sina flickor att det viktigaste är inte att vinna, det är att delta. Men när Charles blir irriterad på en kollegas (Forrest Tucker) attityd, en gammal skogsarbetare som vill bevisa att han fortfarande är "Bull of the Woods", anmäler Charles sig till vedhuggartävlingen - fast besluten att vinna, tills han uppmanas att lägga sig i matchen för att rädda den gamle mannens stolthet. |               |                                 |                    |                                                                                  |                   |           |

### Säsong 2 (1975–1976)
| Nr i serien | Nr i säsongen | Titel                             | Regissör           | Manus                                                                           | Sändningsdatum                  | Prod. kod |
| --- | ------------- | --------------------------------- | ------------------ | ------------------------------------------------------------------------------- | ------------------------------- | --------- |
| 25 | 1             | "The Richest Man in Walnut Grove" | Michael Landon     | Michael Landon                                                                  | 10 september 1975               | 2001      |
| En stor kund går i konkurs, så Hanson stänger ner sågverket och kan inte heller betala Charles två månaders retroaktiv lön, vilket innebär att Charles inte kan betala av sin stora räkning i Olesons handelsbod. Hela familjen försöker därför dra sina strån till stacken: Mary syr för att tjäna extrapengar, medan Laura gör både sina och Marys sysslor, Caroline hjälper till med jordbruket och Charles sliter med två jobb. När Charles äntligen kan betala räkningen funderar Mr. Oleson på vem av dem som egentligen är rikast byn. |               |                                   |                    |                                                                                 |                                 |           |
| 26 | 2             | "Four Eyes"                       | William F. Claxton | B.W. Sandefur                                                                   | 17 september 1975               | 2002      |
| Miss Beadle, Caroline och Charles blir bekymrade över Marys vacklande prestationer i skolan, tills Charles inser att hon har problem med sin syn. Mary blir exalterad när hon får ett par glasögon av läkaren i Mankato, men hennes glädje grumlas av att Nellie och Willie retas med henne på grund av glasögonen. Att Miss Beadle också bär glasögon hjälper inte. Mary bestämmer sig för att "tappa bort" sina glasögon, tills hon ser Miss Beadles stiliga kavaljer. |               |                                   |                    |                                                                                 |                                 |           |
| 27 | 3             | "Ebenezer Sprague"                | Victor French      | Synopsis av : Ray Goldrup Manus av : Ray Goldrup, John Hawkins & B. W. Sandefur | 24 september 1975               | 2003      |
| Laura blir vän med en trevlig främling när hon är ute och fiskar, men blir chockad när hon senare upptäcker att han är Walnut Groves nya, mycket buttre bankman, Ebenezer Sprague (Ted Gehring). Hon blir dock ännu mer förvånad när han anklagar henne för att bara vara snäll mot honom bara för att kunna säkra ett lån som Charles velat ta. |               |                                   |                    |                                                                                 |                                 |           |
| 28 | 4             | "In The Big Inning"               | William F. Claxton | B.W. Sandefur                                                                   | 1 oktober 1975                  | 2008      |
| Det har blivit dags för den årliga baseballmatchen, där Walnut Grove möter Sleepy Eye. Vana vid nederlag, tror Walnut Grove att de äntligen har en stjärna i den blide Jebediah Mumfort (Karl Lukas), men hans dominerande hustru hotar att stoppa det hela, tills Caroline kommer på en plan. Efter ett hårdnackat spel, inkluderande lömsk taktik av Sleepy Eye, kommer matchen slutligen till ett dramatiskt klimax. |               |                                   |                    |                                                                                 |                                 |           |
| 29 | 5             | "Haunted House"                   | William F. Claxton | Synopsis av : Joseph Bonaduce Manus av : Gerry Day                              | 8 oktober 1975                  | 2006      |
| Även om många i Walnut Grove tror att han är en galning som bor i ett spökhus, blir modiga Laura Ingalls vän med den mystiske eremiten, Amos Pike (John Anderson), och snart upptäcker hon sanningen bakom såväl ryktena som den gamle mannens tillbakadragna liv. |               |                                   |                    |                                                                                 |                                 |           |
| 30 | 6             | "The Spring Dance"                | William F. Claxton | Gerry Day                                                                       | 29 oktober 1975                 | 2004      |
| Både Laura och Grace Snider söker sällskap till den årliga vårdansen, men personerna som de har sina ögon på verkar inte vara intresserade. Caroline råder dem och berättar hur hon betedde sig gentemot Charles för att fånga hans uppmärksamhet. Men när Laura och Grace prövar detta får det inte resultatet de hade hoppats på. Då påminner Charles Caroline om vad som egentligen hände när hon försökte detta med honom, och hon ändrar genast sina råd till Laura och Grace, med en mer lyckad utgång. |               |                                   |                    |                                                                                 |                                 |           |
| 3132 | 78            | "Remember Me"                     | Michael Landon     | Michael Landon                                                                  | 5 november 197512 november 1975 | 20092010  |
| Änkan och flerbarnsmamman Julia Sanderson (Patricia Neal) får veta att hon har en dödlig sjukdom. Då hon inte har några nära släktingar som kan ta hand om hennes tre barn, John jr, Carl och Alicia, så får hon Charles att lova att han ska hitta ett hem till barnen när hon dör. Samtidigt räddar Laura och Mary några övergivna valpar och förhållandet mellan Mr. Edwards och Grace Snider börjar blomma igen. Efter Julia Sandersons död får hennes tre barn bo med Grace, med stöd av Mr. Edwards. När Charles inte lyckas hitta någon som kan ta hand om alla tre barnen tillsammans, får han ta det svåra beslutet att placera ut dem i separata hem. Men i sista minuten tar Mr. Edwards ett gigantiskt beslut: han gifter sig med Grace och de adopterar alla tre barnen. |               |                                   |                    |                                                                                 |                                 |           |
| 33 | 9             | "The Campout"                     | Gerry Day          | William F. Claxton                                                              | 19 november 1975                | 2006      |
| Olesons blir inbjudna på familjen Ingalls campingutflykt efter att Nellie klagat på att den kommer ge Laura och Mary en fördel med skoluppgiften att samla in löv under lovet. De två männen finner varandra snabbt medan de fiskar och deras hustrur försöka förbättra sin relation, men barnen fortsätter att kollidera. Men när Nellie faller i en floden, och hon senare ljuger om vad som egentligen hände blir Mrs. Oleson sig lik igen. Väl tillbaka i skolan ger resultatet av lövprojektet Laura och Mary ändå viss tillfredsställelse. |               |                                   |                    |                                                                                 |                                 |           |
| 34 | 10            | "At The End of the Rainbow"       | Michael Landon     | Arthur Heinemann                                                                | 10 december 1975                | 2005      |
| När Laura är och fiskar med sin nya vän Jonah, tror de sig ha upptäckt guld. De beslutar sig för att hålla det hela hemligt, speciellt från Nellie och Willie och de två vännerna tillbringar all sin fritid med att gräva. Laura fantiserar om att hennes familj är enormt rik och Olesons utfattiga. När vännerna äntligen tar med sig allt guld till banken, för säker förvaring, ger bankchefen Mr. Sprague dem en mycket ovälkommen nyhet. |               |                                   |                    |                                                                                 |                                 |           |
| 35 | 11            | "The Gift"                        | William F. Claxton | Rocci Chatfield                                                                 | 17 december 1975                | 2013      |
| Barnen i Walnut Grove samlar in pengar för att köpa en födelsedagspresent till pastor Alden och de anförtror sedan kassan till Mary. Laura övertalar Mary att använda pengarna till att investera för på så vis kunna tjäna mer pengar och därmed göra det möjligt för dem att köpa en ännu finare present. Efter att ha kämpat med sin plan måste de slutligen inse att de varken har pengar eller present redo till födelsedagen och de får lov att berätta för pastor Alden vad de har gjort. I kyrkan, på sin födelsedag, finner pastorn en silverkant till det moln som svävat över Marys huvud. |               |                                   |                    |                                                                                 |                                 |           |
| 36 | 12            | "His Father's Son"                | Michael Landon     | Michael Landon                                                                  | 7 januari 1976                  | 2015      |
| Mr. Edwards vill fördjupa bandet med sin adopterade son, John Jr och köper därför ett gevär till hans födelsedag, så att han kan lära ut sina färdigheter i jakt. Men John Jr. vill inte döda djur och föredrar att läsa och skriva poesi, detta är dock Mr. Edwards ovillig att acceptera och han insisterar på att de ska ut på en jakttur. Under utflykten går det inte alls som planerat, men en skrämmande upplevelse leder så småningom till att Mr. Edwards och John Jr kommer varandra närmare trots allt. |               |                                   |                    |                                                                                 |                                 |           |
| 37 | 13            | "The Talking Machine"             | Victor French      | Harold Swanton                                                                  | 14 januari 1976                 | 2012      |
| Laura och Nellie konkurrerar om en ny elev i skolan, Jason (Eric Shea), som har ett stort intresse för vetenskap. När Jason väljer att tillbringa tid med Laura snarare än Nellie, trots att hon har en "talande maskin", använder Nellie maskinen för att ge igen. När Charles berättar för Nels vad Nellie har gjort mot Laura, tar han till drastiska åtgärder. Men för Laura och Jason blir det däremot ett lyckligt slut. |               |                                   |                    |                                                                                 |                                 |           |
| 38 | 14            | "The Pride of Walnut Grove"       | William F. Claxton | Arthur Heinemann                                                                | 28 januari 1976                 | 2014      |
| Mary erhåller en plats i en stor matematiktävling för hela delstaten Minnesota. Men Charles har inte råd att betala för resan till Minneapolis för henne och Caroline. Laura lyckas då få stadsfullmäktige att bekosta deras resa. Men detta leder till att Mary oroar sig för att hon kommer att göra hela staden besviken om hon misslyckas med att vinna första pris. Återkomsten till Walnut Grove skingrar dock alla dessa orostankar. Hemma i det lilla huset har Laura skött om hushållet och lillasyster medan Caroline varit bortrest. |               |                                   |                    |                                                                                 |                                 |           |
| 39 | 15            | "A Matter of Faith"               | William F. Claxton | B.W. Sandefur                                                                   | 4 februari 1976                 | 2011      |
| Charles och flickorna åker på en campingresa, Caroline planerar att ansluta till dem lite senare. Tidigare har hon skrapat upp sitt ben på en bit metalltråd och detta lilla skrapsår förvandlas snabbt till en allvarlig infektion. Caroline lyckas inte kalla på hjälp och är på väg att duka under, men inspirerad av en passage i Bibeln utför hon en smärtsam procedur, som senare imponerar till och med på Dr. Baker. Notering: Bröderna Cartwright-avsnittet "A Matter Of Circumstance", använder ett liknande tema som detta avsnitt. |               |                                   |                    |                                                                                 |                                 |           |
| 40 | 16            | "The Runaway Caboose"             | William F. Claxton | Synopsis av : Ernie Durham Manus av : John Hawkins & Ernie Durham               | 11 februari 1976                | 2016      |
| Inspirerade av vad de får lära sig om järnvägen i skolan, kommer Mary, Laura, och Carl på en lömsk plan för att få följa med sina fäder på en resa till Springfield, så att de kan få se riktiga tåg. Vid järnvägsstationen driver barnens nyfikenhet dem för långt och de befinner sig snart i en skenande vagn. Charles och Mr. Edwards ger sig iväg på en kapplöpning mot tiden för att förhindra en frontalkrock med ett annat tåg. |               |                                   |                    |                                                                                 |                                 |           |
| 41 | 17            | "Troublemaker"                    | Victor French      | John Hawkins                                                                    | 25 februari 1976                | 2019      |
| Miss Beadle befrias från sitt uppdrag som lärarinna när stadsfullmäktige beslutar att hon inte klarar av att kontrollera de äldre eleverna i skolan. I hennes ställe utser de Hannibal Applewood (Richard Basehart), en man med strikt disciplin. Influerad av Mrs. Oleson skvaller, utser Mr. Applewood Laura till klassens bråkstake, helt oförtjänt. När de andra eleverna slår tillbaka och känslorna i Walnut Grove svallar, övertygar Charles resten av stadsfullmäktige att tänka om. |               |                                   |                    |                                                                                 |                                 |           |
| 42 | 18            | "The Long Road Home"              | Michael Landon     | John Hawkins                                                                    | 3 mars 1976                     | 2017      |
| När en riklig skörd orsakar en enorm nedgång i priset på deras vete, tar Charles och Mr. Edwards istället ett välbetalt jobb där de transporterar en mycket explosiv sprängolja till järnvägsbyggen. De arbetar tillsammans med en svart man (Louis Gossett Jr.), som har utfört arbetet många gånger tidigare och en vit fördomsfull, nästan rasistisk, man (Richard Jaeckel). Ojämna vägar och banditer är bara några av de problem som de fyra männen måste ta itu med tillsammans. |               |                                   |                    |                                                                                 |                                 |           |
| 43 | 19            | "For My Lady"                     | William F. Claxton | B.W. Sandefur                                                                   | 10 mars 1976                    | 2020      |
| För att kunna köpa Caroline en ny servis, av porslin istället för tenn, tar Charles i hemlighet ett snickerijobb hos en vacker ung änka (Mariette Hartley). Men Mrs. Olesons skvaller planterar en tanke hos Caroline, om att det är mer på gång än snickeri bakom de stängda dörrarna. Laura och Mary har också sina misstankar och försöker "vinna pappa tillbaka" med olika strategier och knep. |               |                                   |                    |                                                                                 |                                 |           |
| 44 | 20            | "Centennial"                      | William F. Claxton | John Hawkins                                                                    | 17 mars 1976                    | 2018      |
| Året är 1876 och Walnut Grove förbereder sig för att fira nationens hundraårsjubileum, till vilket Laura och Mary syr en flagga. Emellertid hotas festligheterna när den statliga skatten höjs kraftigt, för att kunna betala ett omfattande vägbyggnadsprojekt. Under tiden har en rysk invandrare, Yuli Pjatakov, fått en oväntat stor retroaktiv skatteskuld på sin nyinköpta gård. Efter att han har hållit ett passionerat tal om de friheter, som de trots allt åtnjuter, inspirerar det staden till att ändå genomföra firandet. Gästroller: Theodore Bikel som Yuli Pjatakov och William Schallert som Snell. |               |                                   |                    |                                                                                 |                                 |           |
| 45 | 21            | "Soldier's Return"                | William F. Claxton | B.W. Sandefur                                                                   | 24 mars 1976                    | 2022      |
| Mrs. Whipples son, Granville (Richard Mulligan), återvänder till Walnut Grove från Philadelphia där han varit orkestermusiker. Granville börjar arbeta som privat musiklärare och får snart många elever, inklusive Nellie och Mary. Men efter ett möte med sonen till en man som Granville tjänstgjorde med i inbördeskriget återkommer smärtsamma minnen från den tiden, vilket leder till att han återfaller i ett farligt missbruk. |               |                                   |                    |                                                                                 |                                 |           |
| 46 | 22            | "Going Home"                      | Michael Landon     | Michael Landon                                                                  | 31 mars 1976                    | 2021      |
| En tornado slår till mot Walnut Grove och Charles förlorar allt sitt vete och det lilla huset samt övriga byggnader får omfattande skador. En förtvivlad Charles beslutar sig då för att flytta familjen tillbaka till Wisconsin. Han säljer gården till ett äldre par som tidigare har ägt egendomen. En förkrossad Laura ber med pastorn, för Charles och för att de på något vis ska finna ett sätt att kunna stanna kvar i Walnut Grove. Samtidigt upptäcker Mary och John att de har känslor för varandra. Gästroller: E.J. André som Matthew Simms och Lurene Tuttle som Anna Simms. |               |                                   |                    |                                                                                 |                                 |           |

### Säsong 3 (1976–1977)
| Nr i serien | Nr i säsongen | Titel                         | Regissör           | Manus                        | Sändningsdatum                   | Prod. kod |
| --- | ------------- | ----------------------------- | ------------------ | ---------------------------- | -------------------------------- | --------- |
| 47 | 1             | "The Collection"              | Michael Landon     | Arthur Heinemann             | 27 september 1976                | 3008      |
| Pastor Alden blir illa skadad när han samlar in pengar till en grannort som drabbats av en eldsvåda, i en annan del av hans församling. Caleb Hodgekiss, en före detta straffånge, hittar honom och tar med honom hem, där hans fru vårdar Alden. Hodgekiss erbjuder sig sedan att i pastorns ställe samla ihop donationer i Walnut Grove, han planerar dock att behålla dem själv. Men hans upplevelser bland människorna i Walnut Grove, särskilt i mötet med Mary, leder till en förändring han själv inte trodde var möjlig. Gästroller: Johnny Cash som Caleb Hodgekiss och June Carter Cash som Mattie Hodgekiss. |               |                               |                    |                              |                                  |           |
| 48 | 2             | "Bunny"                       | Michael Landon     | Michael Landon               | 4 oktober 1976                   | 3001      |
| Nellie har misskött Bunny, som var Lauras häst tills hon sålde den till Mr. Oleson (i avsnittet "Christmas at Plum Creek", säsong 1, avsnitt 15). När Nellie faller av hästen och verkar vara allvarligt skadad, skyller Mrs. Oleson det på Laura och vill avliva Bunny, Laura tar då med Bunny och gömmer hästen. Nellie utnyttjar Lauras skuldkänslor, men sedan Laura gör en upptäckt leder det till att Nellie straffas och Bunny åter blir Laura häst. Gästroll: Eric Shea som Jason. |               |                               |                    |                              |                                  |           |
| 49 | 3             | "The Race"                    | William F. Claxton | John V. Hanrahan             | 11 oktober 1976                  | 3005      |
| I Hero Townships hästkapplöpning, tävlar Laura och hennes häst Bunny mot Nellie och hennes nya fullblod, som Mrs. Oleson köpt till henne. Laura drabbas av alla möjliga motgångar inför loppet, Nellie däremot bryr sig inte ens om att förbereda sig inför tävlingen, så loppet kan sluta hursomhelst. |               |                               |                    |                              |                                  |           |
| 50 | 4             | "Little Girl Lost"            | Michael Landon     | Paul W. Cooper               | 18 oktober 1976                  | 3006      |
| Carrie följer med Laura och Mary när de ska ut i skogen och samla insekter till ett skolprojekt, men Carrie vandrar iväg och faller ned i ett övergivet gruvschakt. Medan byborna kämpar för att hitta ett sätt att rädda henne, kommer Lars Hanson ihop sig med den man han beskyller för att ha orsakat kvinnan han älskades död. Denne man, Wendell Loudy, har heller aldrig återhämtat sig efter tragedin då han förlorade sin hustru och är djupt nedsjunken i sin alkoholism sedan många år. Det blir en mycket dramatisk och laddad afton i Walnut Grove. Gästroll: John Ireland som Wendell Loudy. |               |                               |                    |                              |                                  |           |
| 51 | 5             | "The Monster of Walnut Grove" | William F. Claxton | John Hawkins                 | 1 november 1976                  | 3007      |
| Lauras fantasi bär iväg med henne på Halloween när hon tycker sig tydligt se Nels skära halsen av Mrs. Oleson, men den enda som köper hennes historia är Carl. Laura begår sedan misstaget att berätta för Nellie och Willie, och de ser till att ha lite roligt på Lauras bekostnad. |               |                               |                    |                              |                                  |           |
| 5253 | 67            | "Journey in the Spring"       | Michael Landon     | Michael Landon               | 15 november 197622 november 1976 | 30113012  |
| När Charles mor avlider, reser han till Wisconsin och övertalar sin far, Lansford Ingalls (Arthur Hill), att följa med honom tillbaka till Walnut Grove. Under vistelsen med Charles och hans familj börjar Lansford bygga en speciell relation med Laura, och den stärks ytterligare när han berättar för Laura att hon är uppkallad efter sin farmor, Lansfords hustru. Laura fortsätter att påminna sin farfar, Lansford, om hans avlidna hustru och deras förhållande fortsätter att växa. Det hamnar dock i fara när Bunny, Lauras häst, skadas svårt och måste avlivas. Lauras sorg vänds till ilska mot Lansford, vilket gör att han försvinner utan förvarning, det medför dock att Laura omvärderar hela situationen. Notering: Del 1 är det första avsnittet där Matthew Laborteaux och Hersha Parady medverkar. Laborteaux spelar Charles Ingalls som barn i återblickande scener och Paraday spelar Eliza Anne Ingalls, Charles svägerska. Paraday anslöt sedan i säsong fyra som Alice Garvey och Matthew Laborteaux i säsong fem som Albert Quinn Ingalls, familjen Ingalls adoptivson. |               |                               |                    |                              |                                  |           |
| 54 | 8             | "Fred"                        | William F. Claxton | Robert Vincent Wright        | 29 november 1976                 | 3002      |
| Laura luras till att ta hand om en "unik" get som heter Fred, men han blir snabbt impopulär när han äter upp familjen Ingalls grödor och uppvisar ett inte särskilt uppskattat beteende. Laura beordras att göra sig av med sitt nya husdjur, men det visar sig vara svårt. |               |                               |                    |                              |                                  |           |
| 55 | 9             | "The Bully Boys"              | Victor French      | B.W. Sandefur                | 6 december 1976                  | 3009      |
| Bröderna Galender slår sig ned i Walnut Grove och orsakar snart alla möjliga problem för hela samhället, genom att skrämma, utnyttja och terrorisera invånarna. När Caroline blir ett av deras offer beslutar sig Charles för att vidta åtgärder. Gästroller: Geoffrey Lewis som Sam Galender och Roy Jenson som George Galender. |               |                               |                    |                              |                                  |           |
| 56 | 10            | "The Hunters"                 | Michael Landon     | Harold Swanton               | 20 december 1976                 | 3003      |
| Charles blir allvarligt skadad under en jakttur med Laura, långt ute i skogen. Den enda person Laura kan hitta som kan hjälpa henne är Sam (Burl Ives), som i det närmaste är blind, men som ändå har förmågan att hitta sin väg i skogen. Tillsammans lyckas de få Charles till Sams stuga, när de lämnat honom där för vila, ger de sig ut för att hitta läkarhjälp. Notering: Avsnittet visades ursprungligen som ett 90 minuter långt avsnitt, men numera visas det istället i två delar. |               |                               |                    |                              |                                  |           |
| 57 | 11            | "Blizzard"                    | William F. Claxton | Paul W. Cooper               | 27 december 1976                 | 3013      |
| När en allvarlig snöstorm hotar att snöa in barnen i skolan den sista dagen innan jullovet, skickar Miss Beadle hem barnen tidigt. Tyvärr hinner inte så många av den hem innan stormen är ett faktum och männen i Walnut Grove organiserar en sökpatrull och ger sig ut i snö och kyla. Under tiden tar kvinnorna hand om de frusna människor som sökt sig till skolan, eller som sökpatrullen fört dit. Men för en viss familj, kommer det inte bli någon god jul. |               |                               |                    |                              |                                  |           |
| 58 | 12            | "I'll Ride the Wind"          | William F. Claxton | Paul W. Cooper               | 10 januari 1977                  | 3010      |
| John erbjuds ett stipendium till en skola i Chicago, vilket gör det möjligt för honom att följa sin dröm om att bli författare. Detta orsakar Mary och John mycket hjärtesorg, eftersom de måste besluta sig för om de ska hålla ihop eller riskera en separation till förmån för Johns karriär. |               |                               |                    |                              |                                  |           |
| 59 | 13            | "Quarantine"                  | Victor French      | John Hawkins                 | 17 januari 1977                  | 3015      |
| Mr. Edwards och Dr. Baker hjälper en närliggande stad under ett utbrott av en feberepidemi. När Mr. Edwards återvänder hem är Walnut Grove placerad under karantän och Alicia, Edwards adoptivdotter, har insjuknat i sjukdomen. Omedveten om faran besöker Laura Edwards gård och försöker vårda sin vän tillbaka till hälsa. |               |                               |                    |                              |                                  |           |
| 60 | 14            | "Little Women"                | William F. Claxton | Dale Eunson                  | 24 januari 1977                  | 3014      |
| Medan Laura och Mary förbereder en skolpjäs med klasskamraten Ginny Clark, förstår de att Ginny vill att hennes mor, som är ensamstående, ska hitta kärleken igen. Ginny beslutar sig för att använda pjäsen till att hjälpa sin mamma få det självförtroende som krävs för att våga träffa nya människor, i synnerhet en. |               |                               |                    |                              |                                  |           |
| 61 | 15            | "Injun Kid"                   | Victor French      | Arthur Heinemann             | 31 januari 1977                  | 3004      |
| Joseph Strokes, är son till en Siouxindian och en vit kvinna, han räknas därför som ett "halvblod" (mestis), vilket inte är helt okomplicerat vid denna tid. Joseph och hans mamma, som numera är änka, flyttar hem till Walnut Grove för att bo med hennes far, Jeremy. Morfadern avvisar dock Joseph, eftersom han skäms över att hans dotter gifte sig med en indian, han har istället sagt i byn att hon tagits till fånge av dem. Men när Joseph råkar ut för mobbare i skolan ändrar morfadern inställning. Gästroller: Willie Aames som Seth Johnson och George Murdock som Jeremy Stokes. |               |                               |                    |                              |                                  |           |
| 6263 | 1617          | "To Live with Fear"           | William F. Claxton | B.W. SandefurJohn Hawkins    | 14 februari 197721 februari 1977 | 30163017  |
| Mary blir allvarligt skadad när en häst sparkar henne i magen när hon sköter om honom i ladan. När hennes tillstånd försämras, blir det tydligt att hon behöver en dyr operation för att hennes liv ska kunna räddas. För att kunna finansiera operationen tvingas Charles och Mr. Edwards ta arbeten där de spränger fram tunnlar i berg för järnvägen. Mary behöver mer kirurgi, något som bördar Charles mycket och han arbetar än mer febrilt för att tjäna ihop tillräckligt med pengar till sin dotters operation. Så småningom, orsakar en trött och desperat Charles en olycka, som fångar honom och en kollega inne i berget. Mr. Edwards leder ett modigt försök, tillsammans med de andra arbetarna, att rädda de två instängda männens liv. Gästroll: James B. Sikking som Mr. Franklin (del 2). |               |                               |                    |                              |                                  |           |
| 64 | 18            | "The Wisdom of Solomon"       | William F. Claxton | Scott Swanton                | 7 mars 1977                      | 3019      |
| Solomon Henry (Todd Bridges), en 11-årig svart pojke, flyr från sin familj eftersom han är trött på att behandlas annorlunda, för även om hans familj inte längre är slavar känner han sig inte fri. Han bor med familjen Ingalls ett tag och under sin vistelse där glädjer han sig åt att kunna få gå i skolan och lära sig läsa. |               |                               |                    |                              |                                  |           |
| 65 | 19            | "The Music Box"               | Michael Landon     | Robert Janes                 | 14 mars 1977                     | 3020      |
| Nellie upptäcker att Laura har "lånat" en speldosa från hennes rum och bestämmer sig för att utpressa henne. För att hålla tyst om Lauras stöld, kräver Nellie att Laura överger sin nya vän Anna (Katy Kurtzman), som har en stamning, och istället gå med i Nellies nya klubb, där Anna inte får vara med. Så småningom upptäcker Charles vad som pågår, han läxar upp Laura och i slutändan får även Nellie lära sig en läxa. |               |                               |                    |                              |                                  |           |
| 66 | 20            | "The Election"                | Victor French      | B.W. Sandefur                | 21 mars 1977                     | 3018      |
| Skolan ska välja elevordförande och Mary, Nellie och Elmer, en utstött pojke, nomineras. Mary kliver av omröstningen när hon inser att Elmer är den bäst lämpade personen för uppgiften. Notering: Detta är Leslie Landons andra framträdande i serien. I det här avsnittet spelar hon Kate, en elev som röstar på Nellie Oleson. [Hon medverkar också i säsong ett i avsnittet "Plague", i säsong sex i "The Third Miracle", i säsong åtta i "A Wiser Heart", som en diskare och i säsong nio ("A New Beginning") då hon ansluter i den återkommande rollen som Etta Plum.] Landons son Michael Landon, Jr. medverkar också som eleven "Jim", den blonda pojken som röstar på Mary Ingalls. |               |                               |                    |                              |                                  |           |
| 6768 | 2122          | "Gold Country"                | Michael Landon     | John Hawkins & B.W. Sandefur | 4 april 1977                     | 30213022  |
| Ett kraftigt regnoväder gör det omöjligt att plantera sina grödor, och familjerna Ingalls och Edwards reser istället västerut för att vaska guld. Möjligheten att bli rik realiseras endast av ett lyckligt fåtal, vilket leder till pressad stämning, laglöshet och till och med dödsfall. Laura och Carl möter en före detta gruvarbetare som har sett guldgrävandets negativa effekter och lever istället som eremit. Slutligen inser Charles och Mr. Edwards vilken dålig effekt guldjakten har på andra och att de har rikedomar nog, i form av deras kärleksfulla familjer, och de bestämmer sig för att bege sig hemåt. Notering: Ursprungligen visat som ett två timmar långt avsnitt, men numera visas det i två delar. Detta är Victor French sista framträdande fram till han gör ett gästspel i säsong sex. Det är sista gången Brian Del medverkar som Carl Edwards; karaktären återkommer i "A Promise to Keep" i säsong åtta, men spelas då av en annan skådespelare. |               |                               |                    |                              |                                  |           |

### Säsong 4 (1977–1978)
| Nr i serien | Nr i säsongen | Titel                                       | Regissör           | Författare                                      | Sändningsdatum    | Produktionskod |
| --- | ------------- | ------------------------------------------- | ------------------ | ----------------------------------------------- | ----------------- | -------------- |
| 69 | 1             | "Castoffs"                                  | Michael Landon     | Tony Kayden                                     | 12 september 1977 | 4003           |
| Caroline förmanar Laura att ta hand om sin hund, Jack, innan hon beger sig in till stan för att hälsa på en nykomling, Kezia Horn (Hermione Baddeley), som bor i ett hus utan väggar. Laura blir frustrerad på Jack och ger upp försöken att rensa hans öron på en speciell sorts gräs som är farligt för hundar. Mary, Laura, Nellie och Willie går alla för att besöka Kezia och inser vilken unik och snäll person hon är. När Laura kommer hem, finner hon gamle Jack död. Med ögonen fyllda av tårar begraver hon och resten av familjen Ingalls honom på ängen vid huset. Senare kommer Charles hem med en herrelös hund (Bandit) som följt med honom hem från Mankato, men Laura vägrar att bry sig om hunden. Kezia pratar med Laura om att Bandit bara vill älska henne och säger att hon också vill älska andra, men inte haft möjligheten då inte heller hon accepteras. En skuldtyngd Laura går för att hitta Bandit och tar till sig honom. Pastor Alden talar med Kezia, som bestämmer sig för att lämna Walnut Grove, eftersom ingen accepterar henne. Laura försöker få alla att ändra sig innan det är för sent. I slutändan blir Kezia, liksom Bandit, accepterad och stannar kvar i Walnut Grove bland sina nya vänner. Notering: Det här är första gången Merlin Olsen medverkar som Jonathan Garvey. |               |                                             |                    |                                                 |                   |                |
| 70 | 2             | "Times of Change"                           | William F. Claxton | Carole & Michael Raschella                      | 19 september 1977 | 4002           |
| Charles tar med sig Mary till Chicago, där han ska delta i ett Grange-konvent. Där möter Mary sin fästman John Jr, som har börjat arbeta som reporter på en tidning. De tidigare så kära turturduvorna John och Mary inser snart att deras liv tagit olika riktningar, speciellt John Jr:s, som även visar sig ha en ny fästmö. Samtidigt får Charles hantera de problem med korruption som han bevittnar på Grange-mötet. Notering: Mike Lookinland (The Brady Bunch) dyker upp på tåget i slutet av avsnittet. Han uppger att han ska gå i skolan i Walnut Grove, men ses inte mer efter detta avsnitt. (Melissa Sue Anderson medverkade också i The Brady Bunch som Bobby Bradys vän Millicent under den sista säsongen av serien 1973.) |               |                                             |                    |                                                 |                   |                |
| 71 | 3             | "My Ellen"                                  | Michael Landon     | Michael Landon                                  | 26 september 1977 | 4007           |
| När Laura och Mary går och nakenbadar med sin vän, Ellen Taylor, följer några pojkar efter för att få se en glimt av flickorna. När flickorna märker detta gömmer de sig under vattnet tills pojkarna försvinner. Laura och Mary kommer tillbaka upp över vattenytan, men det gör däremot inte Ellen och hon drunknar. Ellens sörjande mor skyller tragedin på Laura och avvisar ansträngningar från flera personer att muntra upp henne. Senare när Laura besöker Mrs. Taylor, fångar hon Laura i källaren, eftersom hon i sin sorg föreställer sig att Laura är Ellen. Då Lauras saker hittas utanför Busbys hus, en mentalt handikappad man som Charles hade varnat sina döttrar att hålla sig borta från, misstänker man honom. Medan jakten på Busby pågår, försöker Laura fly från Mrs. Taylor. Det gör hon genom att hjälpa henne acceptera och sörja Ellens död, något hon äntligen åstadkommer. Männen inser till sist att de hade fel om Busby och Laura ger honom senare en bilderbok. Notering: Corinne Michaels, som spelar Mrs. Taylor, medverkar i säsong åtta i avsnittet "A Promise to Keep" som Grace Snider Edwards, och ersätter därmed Bonnie Bartlett i rollen. |               |                                             |                    |                                                 |                   |                |
| 72 | 4             | "The Handyman"                              | William F. Claxton | Arthur Heinemann                                | 3 oktober 1977    | 4004           |
| Efter att Caroline klagat på att köket är litet beslutar sig Charles för att bygga till en utbyggnad till huset, men efter att ha påbörjat arbetet får han överge det för att istället ta hand om en viktig leverans till Mankato. Caroline anlitar då en stilig ung hantlangare som passerar Walnut Grove just då, Chris Nelson (Gil Gerard), för att slutföra arbetet. Chris umgås med familjen Ingalls och tar omedvetet Charles plats. Mary blir snart övertygad om att hennes mamma och Chris blivit förälskade. Nellie och Mrs. Oleson delar Marys misstankar och delar fritt med sig av dessa tankar på byn. Mary konfronterar till sist Chris med sina misstankar och säger åt honom att han måste lämna dem omedelbart. Hon ryter även åt sin mor, bara för inse att allt var ett missförstånd. Charles återvänder senare och avslutar det nya köket, omedveten om dramat som utspelat sig i hans frånvaro. Notering: Hermione Baddeley medverkar som Kezia. |               |                                             |                    |                                                 |                   |                |
| 73 | 5             | "The Wolves"                                | Michael Landon     | Lawrence M. Konner                              | 17 oktober 1977   | 4005           |
| Laura och hennes nye vän, Andy Garvey, hittar en skadad varghona och hennes valpar i ett buskage. Andy tar med vargen och hennes valpar hem för att kunna ta hand om dem. Han och Laura bestämmer sig sedan för att flytta dem till familjen Ingalls ladugård när de får reda på att Mr. Larabee vill skjuta dem, eftersom han tror att de är ansvariga för att ha dödat flera av hans får. Vad som egentligen ligger bakom detta är en flock vilda hundar och de närmar sig nu ladan där Andy, Laura, Mary, Carrie och Bandit tar skydd. Det blir upp till Andys pappa Jonathan, Bandit och varghonan att försöka rädda barnen från att attackeras av de ilskna hundarna. Notering: Det här är första gången Patrick Labyorteaux medverkar som Andy Garvey. |               |                                             |                    |                                                 |                   |                |
| 74 | 6             | "The Creeper of Walnut Grove"               | William F. Claxton | John T. Dugan                                   | 24 oktober 1977   | 4006           |
| Laura och Andy leker detektiver (inspirerade av några böcker de läser) och försöker lösa en serie mystiska inbrott i Walnut Grove, där mat försvinner. Efter en incident hos Olesons, blir Charles väldigt arg på Laura. Saker och ting blir ännu värre när Laura gillrar fällor för att fånga den skyldige, men istället bara lyckas fånga Charles (vid ett tillfälle får han en hink grön färg över sig) gång på gång. Slutligen upptäcks det att det är en pojke som heter Timothy Ferrel som är inbrottstjuven och att han stjäl för att försörja sig och sin sjuke far. Charles (som fortfarande har delvis grönskiftande hår) hjälper då till att lösa situationen till det bästa för alla involverade. |               |                                             |                    |                                                 |                   |                |
| 75 | 7             | "To Run and Hide"                           | Michael Landon     | John T. Dugan                                   | 31 oktober 1977   | 4001           |
| När Dr. Baker inte lyckas rädda en patient känner han att det är på grund av hans inkompetens och han slutar som Walnut Groves läkare. Medan han försöker sig på livet som bonde med jordbruk, anländer en ny läkare, Dr. Logan. Det visar sig dock att Dr. Logan är både argsint och saknar medkänsla för sina patienter, vilket får Charles att göra allt för att övertyga Dr. Baker om att han är en väldigt bra läkare och att invånarna i Hero Township behöver honom. Notering: Melissa Gilbert medverkar inte i detta avsnitt. Detta är sista gången Queenie Smith medverkar som Mrs. Amanda 'May' Whipple. |               |                                             |                    |                                                 |                   |                |
| 76 | 8             | "The Aftermath"                             | William F. Claxton | Don Balluck                                     | 7 november 1977   | 4008           |
| Ett par laglösa män, Frank (John Bennett Perry) och Jesse James (Dennis Rucker) tar sig till Walnut Grove. De bevakar staden och antar alias för att försöka smälta in, de anlitar Mary Ingalls till att utföra sysslor åt dem. Deras hemlighet röjs dock snart när ett uppbåd, under ledning av en man vid namn Broder (Michael Conrad) kommer för att arrestera bröderna James, vilket leder till att det tar Mary som gisslan. |               |                                             |                    |                                                 |                   |                |
| 77 | 9             | "The High Cost of Being Right"              | Michael Landon     | Don Balluck                                     | 14 november 1977  | 4009           |
| När familjen Garveys lada brinner ner och de förlorar hela sin skörd, vill Alice ta ett arbete på posten för att få in lite pengar. Men Jonathan anser att det är en mans roll att försörja sin familj, så han förbjuder därför det. Deras oenighet växer till den punkt att de har för avsikt att skiljas. Men då de ställs inför domaren, hjälper Charles dem att inse att deras kärlek till varandra är mycket viktigare än deras meningsskiljaktigheter och de återförenas. |               |                                             |                    |                                                 |                   |                |
| 78 | 10            | "The Fighter"                               | Michael Landon     | Lawrence Konner                                 | 21 november 1977  | 4011           |
| Boxaren Joe Kagans karriär är på väg utför och så också hans hälsa. Han väljer trots det att fortsätta boxas, istället för att hålla ihop sin familj. När han inte längre kan konkurrera i professionella kretsar, reser han runt till små städer och antar utmaningar för pengar. Men han drabbats allt mer av hälsoproblem och i en kamp med Charles Ingalls tar till sist hans karriär slut. Efter att ha vårdats tillbaka till hälsa av Charles, bestämmer sig Joe för att stanna i Walnut Grove och försöka försörja sig som bonde. Han får reda på att hans egen son, som han inte har har någon kontakt med, försöker inleda en karriär som boxare. Joes största utmaning blir nu att försöka lista ut hur han ska se till att hans son inte gör samma misstag som han själv gjorde en gång. Notering: Ursprungligen visat som ett 90 minuter långt avsnitt, men visas numera i två delar. Moses Gunn spelar titelrollen som Joe Kagan. Ketty Lester som spelar Joes hustru i en inledande tillbakablick återkommer senare i rollen som Hester Sue i säsong fem i avsnittet "Blind Journey" (del 2). |               |                                             |                    |                                                 |                   |                |
| 79 | 11            | "Meet Me at the Fair"                       | William F. Claxton | Bradley Berwick, Ray Berwick & Arthur Heinemann | 28 november 1977  | 4012           |
| Olesons och Ingalls besöker en marknad, där Mary hoppas få tillbringa tid med en pojke hon tycker om, Patrick. Istället faller hon för smickret från en ballongfarare som heter Cass, som också är Patricks arbetsgivare. Caroline och Mrs. Oleson är rivaler i en tävling om bästa inläggningar, Nels och Charles går samman för att tävla i en åsneridnings-tävling och Laura förlorar snabbt alla sina fickpengar samt har även problem med att passa både Carrie och Bandit. Carrie vandrar iväg och somnar i en luftballong och vaknar inte förrän den flyger iväg. Patrick hjälper till att rädda henne och Mary väljer till slut honom istället för Cass, när hon inser vad han går för. |               |                                             |                    |                                                 |                   |                |
| 80 | 12            | "Here Come the Brides"                      | William F. Claxton | John T. Dugan & Robert F. Metzler               | 5 december 1977   | 4010           |
| Adam Simms (Joshua Bryant) och hans son Luke flyttar in i Walnut Grove, och grisbonden Adam blir omedelbart förtjust i lärarinnan Miss Eva Beadle, medan Luke och Nellie blir kära i varandra. Efter att Nellie pratat med Miss Beadle, rymmer hon och Luke för att gifta sig, men de blir snart hämtade av sina föräldrar. I slutändan är det Adam och Eva som gifter sig. Notering: Michael Landon och Karen Grassle medverkar inte i detta avsnitt. |               |                                             |                    |                                                 |                   |                |
| 81 | 13            | "Freedom Flight"                            | Michael Landon     | Ron Chiniquy, Richalene Kelsay                  | 12 december 1977  | 4013           |
| En indianstam kommer till Walnut Grove för att be om läkarhjälp till sin sjuka hövding. Dr. Baker går med på att hjälpa och Charles följer med honom. En grupp bybor motsätter sig detta, då de har minnen av släktingar och grannar som dödats av indianer och vill istället hämnas och attackera dem. Men stammen flyttar vidare, sånär som på den skadade hövdingen som Charles gömmer på sin gård medan han återhämtar sig. När denna hemlighet upptäcks får Charles och Dr. Baker hjälpa hövdingen och hans familj att fly och återförenas med sin stam. Gästroller: Nick Ramus som Little Crow och Guillermo San Juan som Spotted Wolf. |               |                                             |                    |                                                 |                   |                |
| 82 | 14            | "The Rivals"                                | William F. Claxton | Hindi Brooks                                    | 9 januari 1978    | 4014           |
| Charles och Jonathan tävlar mot ett annat team om att vinna ett levervenskontrakt. Laura blir förtjust i en pojke som heter Jimmy Hill (Chris Petersen) som hon tidigare har spelat baseboll och fiskat med, men han verkar inte intresserad. När en ny flicka anländer i skolan uppfattar Laura henne som en rival, och hon bestämmer sig för att hon måste konkurrera om honom genom att ge upp sitt "pojkflicke-beteende" och blir mer som Nellie. Charles och Jonathan vinner oväntat kontraktet, men medan de firar vinsten och gör stora planer, inser de att det skulle innebära att de inte kommer att se sina familjer under långa perioder, så de tackar istället nej till kontraktet. När Lauras nya strategi inte fungerar övertalar Caroline henne om att hon bara ska vara sig själv. Så småningom lägger Jimmy också märke till henne som flicka och Laura får sin första puss av en pojke. Notering: Michael Landon haltar runt i avsnittet med ett bandage på sin vänstra fot. Charles omnämner sin "trasiga fot", men det finns ingen förklaring till vad som har hänt. |               |                                             |                    |                                                 |                   |                |
| 83 | 15            | "Whisper Country"                           | Michael Landon     | John Hawkins                                    | 16 januari 1978   | 4015           |
| Mary får sitt första lärarjobb, i det lilla samhället Willow Prairie, mitt ute i obygden. Men hon möter där på hårt motstånd i form av Miss Peel, en äldre kvinna som har förhindrat tidigare försök att etablera en skola och motiverar sina handlingar med feltolkningar av Bibeln. Mannen i familjen som Mary bor hos har samma hårda tro och är också fientligt inställd mot Mary. Efter att en av hennes elever försökt kyssa henne och hon örfilar honom för att stoppa det, så anklagar Miss Peel henne för att vara en "jezebel" (slinka), och Mary som känner att hon hamnat i ett omöjligt underläge beger sig hem till Walnut Grove. Men efter ett samtal med sin far, åker hon tillbaka med Charles och vid ett möte i kyrkan utmanar Mary sin motståndare, och det visar sig att Miss Peel inte kan läsa, vilket är varför hon felciterar Bibeln. De sjunger sedan en psalm och Miss Peel accepterar Marys utsträckta hand. Notering: Melissa Gilbert medverkar inte i detta avsnitt. |               |                                             |                    |                                                 |                   |                |
| 84 | 16            | "I Remember, I Remember"                    | William F. Claxton | Arthur Heinemann                                | 23 januari 1978   | 4016           |
| På Charles och Carolines bröllopsdag, fastnar Charles på vägen i regnet med ett trasigt vagnshjul, vilket orsakar att han blir sen till festmåltiden. Medan de väntar, berättar Caroline för barnen historien om hur hon och Charles träffades, och att han alltid haft en bra anledning om hon fått vänta på honom. I en tillbakablick visas den dag de träffades, då Charles hade problem i skolan och även deras första dans. Notering: Det här är andra gången Matthew Laborteaux spelar Charles Ingalls som ung. Laborteaux ansluter i säsong fem i rollen som Albert. Sorrell Booke, (Boss Hogg i The Dukes of Hazzard), medverkar som Mr. Watson, läraren. |               |                                             |                    |                                                 |                   |                |
| 85 | 17            | "Be My Friend"                              | Michael Landon     | Michael Landon                                  | 30 januari 1978   | 4017           |
| Medan Laura är ute och fiskar hittar hon en flaska i bäcken med en lapp inuti där det står "Var min vän". Hon övertalar Charles att hjälpa henne leta efter den som skrivit lappen, men i stället hittar de ett övergivet spädbarn. Laura tar hand om barnet, som hon kallar Grace, medan Charles försöker hitta föräldrarna. Charles lokaliserar först den unge fadern, Bobbie och tillsammans hittar de mamman som är hans käraste, Anna. De önskade gifta sig, men hon fördes bort av sin strikt religiösa far som är djupt förbittrad eftersom hans fru lämnade honom för en annan man. Av rädsla för hans reaktion, hade Anna lyckats hemlighålla att hon var gravid och även att hon hade fött barnet, men sedan insåg att hon inte kunde behålla barnet i hemmet med sin far. Bobbie tar med sig Anna, medan hennes far väljer att bo kvar ensam i skogen. Anna kan nu återförenas med sitt barn och hon säger till Laura att hon kommer behålla namnet Grace. Notering: Ursprungligen visat som ett 90 minuter långt avsnitt, men visas numera i två delar. |               |                                             |                    |                                                 |                   |                |
| 86 | 18            | "The Inheritance"                           | William F. Claxton | Arthur Heinemann                                | 6 februari 1978   | 4018           |
| En advokat besöker Charles och berättar att han är arvtagare till det omfattande dödsboet efter hans nyligen avlidna farbror Ned, som ägde företaget Ingalls Carriage Company och ett stort hus i St Louis. Mrs. Oleson blir plötsligt oerhört angelägen om att umgås med familjen Ingalls och även andra människor behandlar dem annorlunda. Charles och Caroline skapar okaraktäristiskt nog en stor skuld hos Olesons Mercantile. När advokaten återvänder efter avvecklingen av företaget och huset, förklarar han för Charles att på grund av farbror Neds excentriska och slösaktiga livsstil har hela hans arv ätits upp av skulder och rättegångskostnader och allt som nu återstår är en låda som innehåller värdelösa konfederationssedlar. Mrs. Oleson vill då genast utmäta Ingalls gård, för att få tillbaka sina pengar, men deras vänner i byn kommer på en plan för att hjälpa dem att behålla den. Laura och Andy använder de ogiltiga sedlarna till att dekorera innerväggarna i sitt nya klubbhus. |               |                                             |                    |                                                 |                   |                |
| 87 | 19            | "The Stranger"                              | Michael Landon     | Arthur Heinemann                                | 13 februari 1978  | 4019           |
| Nels kusin sänder sin 12-årige son Peter till Walnut Grove efter att pojkens beteende blivit ohanterligt. Mrs. Oleson daltar med honom och en frustrerad Nels vänder sig till Charles för att få hjälp med att rehabilitera Peter, vilket senare leder till försoning mellan Peter och hans far. Gästroller: Michael Sharrett som Peter Lundstrom, Nehemiah Persoff som Olaf Lundstrom och Cicely Walper som Mrs. Caldwell. |               |                                             |                    |                                                 |                   |                |
| 88 | 20            | "A Most Precious Gift"                      | Michael Landon     | Carole Raschella and Michael Raschella          | 27 februari 1978  | 4020           |
| Charles har alltid önskat sig en son, och får en ny chans när Caroline tillkännager att hon är gravid. Men Caroline fruktar hur Charles kommer reagera om de får en till flicka, särskilt efter att Mrs. Beadle-Simms precis har fått en pojke. Men till slut visar sig all oro ha varit i onödan, eftersom Charles älskar sin dotter Grace lika mycket, oavsett kön. |               |                                             |                    |                                                 |                   |                |
| 89 | 21            | "I'll Be Waving as You Drive Away (Part 1)" | William F. Claxton | Carole Raschella and Michael Raschella          | 6 mars 1978       | 4021           |
| Precis som Mary förälskat sig i nykomlingen Seth Barton, börjar hennes syn försämras. Charles tar med henne till en optiker, men beskedet är inte bra: Marys syn kan inte räddas och hon kommer snart att bli blind. På grund av sin förnekelse berättar inte Charles detta för sin dotter förrän dagen innan hon vaknar och till sin fasa inser att hon inte längre kan se. Mary blir mycket bitter över sin situation och att behöva förlita sig på andra för sina grundläggande behov. År 1997 rankade TV Guide detta avsnitt (tillsammans med del två) #97 på sin lista över de 100 bästa avsnitten. År 2009 flyttade den till #71. |               |                                             |                    |                                                 |                   |                |
| 90 | 22            | "I'll Be Waving as You Drive Away (Part 2)" | William F. Claxton | Carole Raschella and Michael Raschella          | 13 mars 1978      | 4022           |
| Mary skickas till en blindskola i Iowa, där möter hon Adam Kendall. Mary vägrar acceptera Adams hjälp i början, men han hjälper till slut henne lära sig att hantera sin blindhet och en förälskelse växer fram mellan de två. När Adam uppmuntrar Mary innan hon återvänder till Walnut Grove, säger han den nyckelreplik som blivit titeln på avsnittet. Samtidigt har Charles och Caroline ett annat problem, hela Walnut Grove hotas i en upptrappning av konflikten mellan The Grange och järnvägen. När skolan stängs ansluter sig lärarinnan Mrs. Beadle-Simms och hennes make till de som lämnar Walnut Grove. Notering: Detta är första gången Linwood Boomer medverkar som Adam Kendall och sista gången Charlotte Stewart medverkar som Mrs. Beadle-Simms. År 1997 rankade TV Guide detta avsnitt (tillsammans med del ett) #97 på sin lista över de 100 bästa avsnitten. År 2009 flyttade den till #71. |               |                                             |                    |                                                 |                   |                |

### Säsong 5 (1978–1979)
| Nr i serien | Nr i säsongen | Titel                                 | Regissör           | Författare                                                                     | Sändningsdatum    | Produktionskod |
| --- | ------------- | ------------------------------------- | ------------------ | ------------------------------------------------------------------------------ | ----------------- | -------------- |
| 91 | 1             | "As Long as We're Together (Part 1)"  | Michael Landon     | Michael Landon                                                                 | 11 september 1978 | 5001           |
| Avsnittet tar vid där den föregående säsongen slutade; familjen Ingalls, Oleson och Garvey har bosatt sig i staden Winoka, där de möts av en hård och iskall affärsman, Miles Standish (Leon Charles) som i stort sett driver hela staden med järnhand. Notering: I detta avsnitt introduceras Matthew Laborteaux som Albert, den älskvärda föräldralösa pojke som så småningom blir en del av familjen Ingalls. |               |                                       |                    |                                                                                |                   |                |
| 92 | 2             | "As Long as We're Together (Part 2)"  | Michael Landon     | Michael Landon                                                                 | 18 september 1978 | 5002           |
| De tidigare invånarna av Walnut Grove fortsätter att försöka anpassa sig till livet i staden Winoka. Charles och Caroline driver The Dakota Hotel; Nels, Harriet och Jonathan Garvey arbetar i saloonen och Alice Garvey börjar undervisa i en provisorisk skola för barn från lägre socioekonomiska grupper i staden, eftersom den enda skolan i stan är en dyr och prestigefylld privatskola. Den andra delen av detta avsnitt handlar huvudsakligen om att Charles och Caroline försöker få ihop tillräckligt med pengar för att köpa en present till Marys 16-årsdag. Laura skriver ett kort med blindskrift och Charles säljer sin fiol för att få ihop tillräckligt med pengar, men Caroline ser den i fönstret på butiken och köper tillbaka som Marys "present". På överraskningsfesten säger Mary att den bästa födelsedagspresent hon kunde få är att få höra Charles spela fiol och hon uttrycker sina känslor för Laura när hon läser kortet hon fått av henne. När det har blivit dags för Mary att blåsa ut tårtljusen och önska sig något, så tåras allas ögon när hon säger: "Jag har inget att önska mig! Jag har allt i världen precis här i detta rum!" |               |                                       |                    |                                                                                |                   |                |
| 93 | 3             | "The Winoka Warriors"                 | William F. Claxton | John T. Dugan                                                                  | 25 september 1978 | 5003           |
| Charles övertygar Albert om att börja i The livery school. Med Jonathan som tränare, Albert och liveryskolans fotbollslag utmanar de den obesegrade privatskolans fotbollslag. Båda sidor försöker skapa obalans i spelet, till sin egen fördel. När allt verkar vara förlorat för liveryskolan, kommer hjälp från ett oväntat håll... i form av en av Adams blinda elever. Notering: Andy Garveys uttalande om sin far, "Min pappa vet ingenting om fotboll", är ett internt skämt om Merlin Olsen (Jonathan Garvey) som spelade amerikansk fotboll i NFL i 15 år, med det dåvarande Los Angeles Rams och där tillhörde gruppen kallad "The Fearsome Foursome". |               |                                       |                    |                                                                                |                   |                |
| 94 | 4             | "The Man Inside"                      | Michael Landon     | Michael Landon                                                                 | 2 oktober 1978    | 5004           |
| Laura blir vän med en blyg klasskamrat, men lyckas äventyra den nya vänskapen genom att gör narr av en överviktig man, utan att veta om att mannen är flickans far. När han inser att hans dotter skäms för honom, berättar mannen för sin familj att han fått ett jobb med järnvägen och därmed inte kommer kunna bo med dem på ett bra tag. Men detta är en lögn, han sover egentligen i ett förråd på blindskolan, där han arbetar för Mary och Adam. Mannens listiga plan avslöjas när han blir allvarligt skadad under arbetet på skolan. |               |                                       |                    |                                                                                |                   |                |
| 95 | 5             | "There's No Place Like Home (Part 1)" | Michael Landon     | Michael Landon                                                                 | 9 oktober 1978    | 5007           |
| Efter att Laura klandras för att ha gjort något mot Miles Standishs son, börjar Charles ogilla staden Winoka allt mer. Caroline ser detta, men Charles säger att han inte vill ha "mina barn utspridda över världen". Som ett resultat av detta och en speciell man, vid namn Toby Noe (Ray Bolger), som spelar bort alla sina vinstpengar, väljer familjen Ingalls (bortsett från Mary) att flytta tillbaka till Walnut Grove, tillsammans med Olesons och Garveys. |               |                                       |                    |                                                                                |                   |                |
| 96 | 6             | "There's No Place Like Home (Part 2)" | William F. Claxton | Michael Landon                                                                 | 16 oktober 1978   | 5008           |
| Familjen Ingalls (tillsammans med Albert, som också ville följa med), Olesons och Garveys återvänder hem till Walnut Grove, bara för att finna staden i förfall och en deprimerad och sjuk Lars Hanson, som har lamslagits av en stroke. Det är nu upp till stadsborna att återuppbygga Walnut Grove och att återuppväcka andan i såväl staden och som i Mr. Hanson. Notering: Ett 90 minuter långt avsnitt. Detta är det sista avsnittet där Karl Swenson medverkar som Lars Hanson. (Swenson dog en kort tid efter att avsnittet spelades in. Hans karaktär i serien dog också, vilket förklaras i en epilog av Laura.) |               |                                       |                    |                                                                                |                   |                |
| 97 | 7             | "Fagin"                               | Michael Landon     | Carole Raschella & Michael Raschella                                           | 23 oktober 1978   | 5010           |
| Charles köper en kalv till Albert inför den kommande marknaden, Albert ger den namnet Fagin. Laura blir svartsjuk när Charles börjar ge mer uppmärksamhet till Albert. När Nellie retar Laura om att Albert är hennes bror, slår Laura Nellie i ögat. Efter att Albert råkat höra Charles och Caroline prata om Lauras svartsjuka, rymmer Albert och istället blir det Laura som får ta hand om Fagin på marknaden. Albert kan dock inte låta bli att dyka upp på marknaden, men smyger runt osedd. När Fagin vinner och Laura får motta prisrosetten, säger hon i sitt tacktal att hon vill ge den till "min bror Albert", så får han tårar i ögonen. |               |                                       |                    |                                                                                |                   |                |
| 98 | 8             | "Harriet's Happenings"                | William F. Claxton | John T. Dugan                                                                  | 30 oktober 1978   | 5009           |
| Mrs. Olesons kusin, Sterling Murdoch (John Hillerman), anländer till Walnut Grove för att starta stadens första tidning, Pennan och plogen. Mrs. Oleson får en egen kolumn i den spirande tidningen och skriver snart skandalösa historier om invånarna i Hero Township, helt efter eget tycke. När hon får reda på att en tysk student, Erich Schiller (Ike Eisenmann), vunnit över Nellie i skolans stavningstävling, hävdar Mrs. Oleson att pojkens tyska invandrade föräldrar är analfabeter. Charles konfronterar Murdoch om hans tidning, men gör det inför döva öron. Laura och Albert slår tillbaka mot Mrs. Oleson, men hon svarar genom att skriva en berättelse som antyder att Charles är far till Albert utanför äktenskapet. Charles får nog och exponerar Murdoch och Mrs. Olesons verk i kyrkan på söndagen, och reder upp lögnen om familjen Schiller (de läser på tyska), sedan läxar han upp resten av staden för att de läst och därmed stött tidningen. |               |                                       |                    |                                                                                |                   |                |
| 99 | 9             | "The Wedding"                         | Michael Landon     | Arthur Heinemann                                                               | 6 november 1978   | 5013           |
| Adam friar till Mary, och hon accepterar. Charles och Caroline reser till Winoka för bröllopet (utan Marys syskon, eftersom det skulle bli för dyrt med tågbiljetterna). Men Mary börjar tvivla efter att ha hört hur svårt det var för Charles och Caroline att ta hand om henne när hon var liten och tänker på hur svårt det skulle vara för henne och Adam att ta hand om ett barn när de dessutom är blinda. Men när en av eleverna fångas i en sandstorm, är det Mary som räddar henne och hon inser att hon kan bli en bra mamma ändå. I slutändan blir det därför ett bröllop trots allt. |               |                                       |                    |                                                                                |                   |                |
| 100 | 10            | "Men Will Be Boys"                    | William F. Claxton | Arthur Heinemann                                                               | 13 november 1978  | 5005           |
| När Albert och Andy skryter om att de kan bli självförsörjande och sluta skolan, beslutar sig Charles och Jonathan för att ge dem en utmaning för att bevisa sin duglighet som män, då deras fäder vill att de ska inse att de inte är så vuxna och kapabla som de tror, ännu. Uppgiften är att ska bege sig genom skog och mark, endast utrustade med varsin ryggsäck under en veckolång promenad. För att bevisa att de utfört uppgiften postar Charles ett brev som de ska hämta ut på postkontoret i Sleepy Eye. Därifrån ska de åter ta sig hem, detta ska lära Albert och Andy en läxa. Deras fäder följer i hemlighet efter dem, och väntar hela tiden på att få gripa in när deras söner inte klarar mer, men det går inte riktigt som de hade planerat. |               |                                       |                    |                                                                                |                   |                |
| 101 | 11            | "The Cheaters"                        | William F. Claxton | Don Balluck                                                                    | 20 november 1978  | 5014           |
| Walnut Groves skolbarn gör en rad prov som ska förbereda dem inför nästa klass, men när Andy Garvey får allt sämre betyg, anlitar hans föräldrar Nellie Oleson för att hjälpa sonen med hans studier. Nellie visar honom ett "bättre" sätt att lyckas med studier, som hon använder sig av; fusk. Samtidigt ger Charles Albert en lektion i en annan typ av fusk, då han försöker misslyckas i skolan för att bli mer populär. |               |                                       |                    |                                                                                |                   |                |
| 102 | 12            | "Blind Journey (Part 1)"              | William F. Claxton | Teleplay by John T. Dugan; Story by Carole & Michael Raschella & John T. Dugan | 27 november 1978  | 5011           |
| Kyrkorådet i Walnut Grove ska slutligen rösta för att acceptera Joe Kagan som medlem i samhället, mot Mrs. Olesons önskan. Den framlidne Mr. Hanson hade testamenterat sitt stora hus till kyrkan i Walnut Grove. Men efter att skolan för blinda i Winoka måste stänga är församlingen i Walnut Grove också överens om pastorns förslag; att huset får bli den nya blindskolan. När Mrs. Oleson lämnar en stor pengadonation, enas de också om att namnge skolan efter henne. Charles och Joe reser till Winoka för att hjälpa till med flytten, de blir dock förvånade när Mrs. Oleson vill följa dem för att på så vis kunna imponera på någon som heter Mrs. Terhune. Leon Charles repriserar i avsnittet sin roll som Miles Standish. |               |                                       |                    |                                                                                |                   |                |
| 103 | 13            | "Blind Journey (Part 2)"              | William F. Claxton | Teleplay by John T. Dugan; Written by Carole & Michael Raschella               | 4 december 1978   | 5012           |
| Mrs. Oleson blir besviken när hon upptäcker att Mrs. Terhune inte alls är någon societetsdam dam från St. Louis, som hon hade trott, utan snarare Hester Sue Terhune (Ketty Lester), en afro-amerikansk föreståndare av blindskolan som har slagit sig samman med Kendalls. Under resan tillbaka till Walnut Grove börjar Mrs. Oleson ifrågasätta sitt rasistiskt beteende och Adam måste övervinna sin rädsla för vatten. När de slutligen anländer i Walnut Grove, blir Nels positivt överraskad då han ser förändringen i sin fru, för stunden åtminstone. |               |                                       |                    |                                                                                |                   |                |
| 104 | 14            | "The Godsister"                       | Michael Landon     | Don Balluck                                                                    | 18 december 1978  | 5006           |
| Carrie saknar sin "Pa" när Charles och Jonathan tar jobb med att sätta upp telefonstolpar och måste vara borta i flera veckor. När ingen har tid för henne, skapar hon en låtsasvän - Alyssa, och de två delar härliga äventyr tillsammans. Notering: Ursprungligen visad som ett 90 minuter långt avsnitt, den har senare visats i två delar. Lindsay och Sidney Greenbush medverkar här tillsammans framför kameran, i rollerna som Carrie Ingalls och hennes låtsaskompis, Alyssa. |               |                                       |                    |                                                                                |                   |                |
| 105 | 15            | "The Craftsman"                       | Michael Landon     | Paul Wolff                                                                     | 8 januari 1979    | 5018           |
| Albert tar ett jobb som lärling hos den judiske trähantverkaren och kisttillverkaren Isaac Singerman (John Bleifer), som drabbas av fördomar från samhället, i synnerhet från Harriet Oleson samt från Judd Larrabee och hans söner. |               |                                       |                    |                                                                                |                   |                |
| 106 | 16            | "Blind Man's Bluff"                   | William F. Claxton | Arthur Heinemann                                                               | 15 januari 1979   | 5016           |
| Lauras skolkamrat och vän, Jordan (Ronnie Scribner), har drömmar om att en dag få arbeta på en cirkus, men oroas av sina grälande föräldrar, som meddelar att de planerar att skiljas. Efter en olycka som orsakar honom tillfällig blindhet fokuserar hans föräldrar istället enbart på honom, och han säger därför ingenting när hans syn återvänder i rädsla att de ska vilja skiljas igen. Laura får reda på detta och brottas med tanken på om hon bör berätta om det. Då Jordan ramlar och slår sig ytterligare en gång undrar Laura alltmer hur hon ska agera. |               |                                       |                    |                                                                                |                   |                |
| 107 | 17            | "Dance with Me"                       | Michael Landon     | Paul Wolff                                                                     | 22 januari 1979   | 5015           |
| Ray Bolger återvänder som den specielle och gladlynte, återigen panke Toby Noe. Charles inbjuder honom att bo med sin familj, och han äter dem nästan ut ur hus och hem. Under vistelsen i Walnut Grove fångar den egensinniga ungmön Miss Amanda Cooper hans öga. Toby gör allt för att vinna hennes hjärta, men hon är fast besluten om att hålla honom på armlängds avstånd. Samtidigt är Laura förtjust i skolkamraten Jason och med hjälp av Albert försöker hon få honom att lägga märke till henne. Gästroller: Ray Bolger (Trollkarlen från Oz) som Toby Noe och Eileen Heckart som Amanda Cooper. Notering: Ursprungligen visad som ett 90 minuter långt avsnitt, numera visas den i två delar. |               |                                       |                    |                                                                                |                   |                |
| 108 | 18            | "The Sound of Children"               | William F. Claxton | Carole & Michael Raschella                                                     | 5 februari 1979   | 5019           |
| Mary och Adam upptäcker att de väntar barn. Adams far besöker Walnut Grove när han får reda på nyheterna och övertygar Adam och Mary om att flytta till New York, så att Adam kan studera till advokat och så småningom bli partner i faderns advokatbyrå där. Efter att Mary drabbas av ett missfall beslutar Adam sig för att de ska stanna kvar i Walnut Grove bland familj och vänner. När Mary får höra detta säger hon att det är vad hon önskade hela tiden. |               |                                       |                    |                                                                                |                   |                |
| 109 | 19            | "The Lake Kezia Monster"              | Michael Landon     | John T. Dugan                                                                  | 12 februari 1979  | 5020           |
| Mrs. Oleson försöker vräka Kezia (Hermione Baddeley) från hennes hus vid sjön, då hon anser att de behöver ett sommarhus. Hon, Willie, och Nellie flyttar in och tvingar Kezia att arbeta som deras piga, för att få lov att bo kvar. Laura, Albert och Andy Garvey kläcker då en plan för att driva ut Olesons. De får Kezia att koka ihop en berättelse om att ett monster (liknande Loch Ness-odjuret) bebor sjön och klär sedan ut sig som monstret och dyker upp en månklar natt för att skrämmas. |               |                                       |                    |                                                                                |                   |                |
| 110 | 20            | "Barn Burner"                         | Michael Landon     | Don Balluck                                                                    | 19 februari 1979  | 5021           |
| Efter att ha kommit överens om att alla jordbrukare ska gå samman och insistera på att få ett rimligt pris från kvarnägarna för deras vete, bryter Judd Larabee sitt löfte och gör ett separat avtal till ett mycket lägre pris, främst på grund av hans rasistiska antagonism mot den svarta bonden Joe Kagan. Upprörda över hans svek, konfronterar Jonathan Garvey Larabee framför hans familj. En kränkt och hämndlysten Larabee rider efter detta till Garveys hus med ett hagelgevär, men Andy är den enda som är hemma och Larabee slår till honom i vrede. När Garveys återvänder hem, hittar de sin lada i lågor och Larabee verkar vara den enda möjliga förövaren. Rättegången, som får flera överraskande utvecklingar, kulminerar när domaren beordrar Larabee att kompensera Jonathan för värdet av hans förlorade veteskörd. Larabees fru tar efter detta deras söner med sig och lämnar honom. Notering: Det här är Don "Red" Barrys sjätte och sista framträdande som Judd Larrabee. Melissa Gilbert medverkar hastigt, men har inga repliker. |               |                                       |                    |                                                                                |                   |                |
| 111 | 21            | "The Enchanted Cottage"               | William F. Claxton | Don Balluck                                                                    | 26 februari 1979  | 5022           |
| Mary tror plötsligt hon kan se ljus och alla hoppas därför att hon snart skall kunna återfå sin syn. Hon och Charles reser för att besöka en ögonläkare för att få test gjorda, medan Adam kämpar med insikten att Mary kanske ska återfå sin syn och vad det kan innebära för deras relation och framtid. En exalterad Laura rekryterar Albert till att hjälpa henne fixa till Mr. Edwards gamla hydda så att Mary och Adam kan bo där. Men ögonläkaren upptäcker att Mary bara upplever ett sällsynt tillstånd där hennes sinnen uppfattar värmen av solljuset som ljus (numera känt som synestesi). Charles hjälper Mary komma till rätta med hennes grusade förväntningar och hopp. Väl tillbaka i Walnut Grove gör Mary ett modigt försök att göra samma sak för en förtvivlad Laura. |               |                                       |                    |                                                                                |                   |                |
| 112 | 22            | "Someone Please Love Me"              | William F. Claxton | Michael Landon                                                                 | 5 mars 1979       | 5017           |
| Under en hästinköpsresa till Sleepy Eye, möter Charles Brett Harper (Charles Cioffi), en av statens bästa hästuppfödare. Harpers alkoholism och arbetsnarkomani har dock slitit hårt på hans familj, som känner sig övergivna och helt tappat glädjen på grund av att fadern är så frånvarande. Charles tar tillfälligt rollen som familjefar medan han försöker få Harper att nyktra till. Men Charles närvaro får effekten att Harpers fru Leslie (Jenny Sullivan) och barn kommer närmre Charles än sin berusade och kyliga make och far (som har blivit sådan efter att ett av hans äldsta son avlidit i en olycka och han tagit på sig skulden). Charles lyckas till slut övertyga Bretts familj om att ge honom en chans till, och Brett att ta den. Notering: Ett avsnitt av Bröderna Cartwright, med titeln "A Dream to Dream", hade en historia med ett liknande tema som detta avsnitt. Båda avsnitten är skrivna av Michael Landon. Landon är den enda ur Lilla huset på präriens ensemble som medverkar i avsnittet. |               |                                       |                    |                                                                                |                   |                |
| 113 | 23            | "Mortal Mission"                      | William F. Claxton | John T. Dugan                                                                  | 12 mars 1979      | 5023           |
| När många av Walnut Groves invånare, inklusive Laura, Albert och Adam, blir svårt sjuka efter att ha ätit mjältbrand-infekterat fårkött, får blindskolan förvandlas till ett provisoriskt sjuk- och bårhus. Charles och Jonathan, några av de få som inte har insjuknat, skyndar för att hämta angelägna medicinska förnödenheter åt Dr. Baker från tåget i Springfield, men efter att ha hämtat dem blir de rånade under pistolhot och hålls fångna av några desperata människor. Deras familjer och vänner i Walnut Grove blir alltmer oroliga, och ger sig ut för att spåra Charles, Jonathan, förövarna och få tag i de livsviktiga läkemedlen innan det är för sent. |               |                                       |                    |                                                                                |                   |                |
| 114 | 24            | "The Odyssey"                         | Michael Landon     | Carole & Michael Raschella                                                     | 19 mars 1979      | 5024           |
| Laura och Alberts vän Dylan har en dröm: att en dag få se havet, det är hans favoritmotiv på de tavlor han målar. När Dylan upptäcker att han är döende, vill han hinna uppfylla sin dröm innan det är för sent och Laura och Albert gör honom sällskap. Trion påbörjar resan västerut genom att hoppa på ett tåg, och lifta i dess godsvagn, då de inte har några pengar. Charles ger sig av efter barnen och lyckas komma ikapp dem, men de övertalar honom om att hjälpa Dylan förverkliga sin dröm att få se havet innan han dör. I San Francisco, råkar de stöta på den berömda amerikanska tidningsmagnaten William Randolph Hearst, som hjälper dem att komma till kusten, och att komma hem igen. |               |                                       |                    |                                                                                |                   |                |

### Säsong 6 (1979–1980)
24 avsnitt, samt ett specialavsnitt (#123) med tillbakablickar
| Nr i serien | Nr i säsongen | Titel                                     | Regissör           | Författare                                         | Sändningsdatum    | Produktionskod |
| --- | ------------- | ----------------------------------------- | ------------------ | -------------------------------------------------- | ----------------- | -------------- |
| 115 | 1             | "Back to School (Part 1)"                 | Michael Landon     | Michael Landon                                     | 17 september 1979 | 6001           |
| Ett nytt läsår i skolan i Walnut Grove börjar med en ny lärare, Miss Eliza Jane Wilder, och med Nellies examen. Laura (nu 15 år) möter också Elizas bror Almanzo (i övre 20-årsåldern), som har en anmärkningsvärd effekt på henne. Hon blir därför överlycklig när Almanzo föreslår att de ska använda smeknamn för varandra: "Manly" och "Beth". Nellie och hennes mamma Harriet har också fått upp ögonen för den stilige unge jordbrukaren och hoppas att Nellies nya restaurang och hotell kommer att locka till sig hans uppmärksamhet. Charles blir svårt skadad i en olycka vid kvarnen och måste ta ledigt från jobbet medan han återhämtar sig, så Caroline tar tjänsten som kock på Nellies restaurang, där Nellie har vägrat att sköta matlagningen. Senare äter Almanzo motvilligt middag med Nellie, som bjuder på sin favoriträtt: kanelkyckling, men stand-in-kocken Laura har okynnigt nog spetsat den med massor av cayennepeppar för att sabotera Nellies försök att lägga an på "Manly". Notering: Wilders dyker för första gången upp i detta avsnitt, med Dean Butler som Almanzo och Lucy Lee Flippin som Eliza Jane. |               |                                           |                    |                                                    |                   |                |
| 116 | 2             | "Back to School (Part 2)"                 | Michael Landon     | Michael Landon                                     | 24 september 1979 | 6002           |
| Caroline tvingar Laura att be om ursäkt till Nellie och Almanzo. Då Laura vill påskynda processen att bli vuxen, ber hon "Pa" att sluta kalla henne "Half-Pint", och begär att få avlägga sitt examensprov tidigare. Nellie ger Laura några dåliga råd och hon misslyckas därför kapitalt med provet. När Laura och Nellie sedan hamnar i slagsmål i en lerig damm tar Almanzo med Laura tillbaka till sitt hus för att hon ska kunna torka av sig, men lämnar Nellie i leran, till hennes stora förtret. Nellie berättar då, som hämnd, för alla i köket på restaurangen att hon såg Almanzo kyssa Laura. Detta får Charles att närmast flyga iväg till Almanzos hus, för att "slå Almanzo Wilder sönder och samman". Resultatet blir att Charles slår till Almanzo och Laura springer efter honom, innan Charles fått reda på vad som egentligen hände. Efter att Laura pratat med Caroline, som förstår att hon är kär i Almanzo, blir Laura åter sams med sin "Pa" och säger att han fortfarande kan kalla henne "Half-Pint". |               |                                           |                    |                                                    |                   |                |
| 117 | 3             | "The Family Tree"                         | William F. Claxton | Vince Gutierrez                                    | 1 oktober 1979    | 6006           |
| Skolans senaste projekt är att skapa ett "släktträd" för att dokumentera alla elevers familjehistorier, detta orsakar Albert att minnas sitt eget svåra förflutna. Han har blivit så fäst vid familjen Ingalls att han ber Charles att adoptera honom. Vilket Charles mer än gärna gör. Men först måste de möta Alberts biologiska far, Jeremiah Quinn, som vill ha en son som kan hjälpa honom på hans gård. När de möts på ett kontor i domstolen, låtsas Albert vara blind när han möter sin biologiska far. Detta orsakar att Mr. Quinn talar om för honom att han kan stanna hos Ingalls, vilket bekräftar för Albert att hans far inte älskar honom såsom Charles gör. |               |                                           |                    |                                                    |                   |                |
| 118 | 4             | "The Third Miracle"                       | Michael Landon     | Kenneth Hunter                                     | 8 oktober 1979    | 6005           |
| Laura och Albert arbetar hårt med att skörda honung från en bikupa efter att ha gjort en affär med Mr. Oleson. Samtidigt vinner Adam ett pris för sin skolundervisning och behöver resa till Minneapolis för att ta emot det, men han har inte tillräckligt med pengar för resan. Laura och Albert erbjuder då sina inkomster från honungsförsäljningen för att täcka större delen av kostnaden. Men medan Mr. Oleson är bortrest på en inköpsresa försöker Mrs. Oleson lura barnen genom att endast erbjuda dem hälften av vad hennes make erbjöd för honungen. Albert erbjuder då listigt Mrs. Oleson deras största bikupa, för att få hela beloppet de blivit lovade, och hon accepterar. På väg till Minneapolis blir Mary, Adam och en annan kvinna inblandade i en allvarlig diligensolycka på grund av ett problem med ett vagnhjul. Mary är den enda som kan söka hjälp, eftersom Adam är skadad och den andra damen i diligensen är höggravid. Medan Mary klättrar upp på en sluttning, faller hennes gamla glasögon ur fickan och orsakar tillsammans med det starka solljuset en brand. Branden fungerar senare som en signal för Charles och Jonathan, som söker efter dem. Samtidigt har Laura och Albert bett Mrs. Oleson och Nellie att komma ut och hämta bikupan (en ihålig träbit full av bin), de berättar dock inte att det då är tidpunkten när bina är som mest aktiva, vilket resulterar i att de blir attackerade av dem på hemvägen. Notering: Leslie Landon medverkar i detta avsnitt som den andra kvinnan i diligensen. (Hon medverkar också i säsong ett "Plague", säsong tre "The Election", säsong åtta "A Wiser Heart" och ansluter i säsong nio som Etta Plum).                                                                            |               |                                           |                    |                                                    |                   |                |
| 119 | 5             | "Annabelle"                               | William F. Claxton | Del Reisman                                        | 15 oktober 1979   | 6003           |
| När en cirkus kommer till stan, upptäcker Nels att hans kraftigt överviktiga syster, Annabelle (som han inte haft någon kontakt med på många år och som han alltid skämdes över när de var barn), där är "Tjocka damen". Han mår fortfarande mycket dåligt över det hela och vill inte att någon ska få reda på det, hon märker detta och såras än mer. Samtidigt blir Laura hjärtekrossad när hon ber Almanzo följa med henne till cirkusen, bara för att upptäcka att han redan har bjudit med en oförskämd och snobbig ung dam vid namn Christie, vars klänning Laura håller på att laga. När Laura levererar klänningen fem minuter sent, vägrar Christie betala henne hela beloppet för sömnaden. Laura har sedan ett djupt samtal med den ledsna clownen angående Almanzo, men upptäcker sedan att clownen också är cirkusdirektören. Han bevarar hennes hemlighet och hon hans, samt att han låter henne agera clown i kvällens cirkusföreställning. Under förklädnaden som gästclown tänker Laura passa på att ta ut sin hämnd på Christie, hon häller en hink vatten över henne. Efter att Christie har sprungit iväg i våta trasor, passar Laura även på att kyssa Almanzo innan numret är slut. Senare i cirkusmanegen tillkännager Nels (som tillfällig cirkusdirektör) inför alla närvarande att Annabelle är hans syster och att han är så stolt över henne. Gästroller: Harriet Gibson som Annabelle, Billy Barty som Owen och Ken Berry som London. |               |                                           |                    |                                                    |                   |                |
| 120 | 6             | "The Preacher Takes A Wife"               | Maury Dexter       | Teleplay by Blanche Hanalis Story by John T. Dugan | 22 oktober 1979   | 6007           |
| Pastor Alden förälskar sig i en äldre dam i sin församling, Anna Craig (Iris Korn) och gifter sig med henne, trots att Mrs. Oleson gör allt för att försöka slita isär dem. Mrs. Oleson rapporterar då pastor Alden till kyrkans ledning, men allt får sig en rejäl vändning när det visar sig att deras representant (William Schallert) är hennes tidigare fästman, som bröt sin förlovning med henne när han inte klarade av att åta sig att tjäna "både Gud och äktenskapet". Notering: Detta är det enda avsnitt som visar pastor Aldens liv som gift, hans fru medverkar inte i några mer avsnitt, vilket lämnar ämnet öppet för tolkning. Hon omnämns dock i ett senare avsnitt ("The Faith Healer") i säsong sex. |               |                                           |                    |                                                    |                   |                |
| 121 | 7             | "The Halloween Dream"                     | Michael Landon     | Michael Landon                                     | 29 oktober 1979   | 6011           |
| Innan de ska till en Halloween-fest hos Nellie utklädda till indianer, tar Albert och Laura en tupplur, eftersom de kommer vara uppe sent. Albert drömmer om att de förväxlas med riktiga indianer och förs till lägret av en stam som tror att Albert är son till en indianhövding. |               |                                           |                    |                                                    |                   |                |
| 122 | 8             | "The Return of Mr. Edwards"               | Michael Landon     | Arthur Heinemann                                   | 5 november 1979   | 6004           |
| Mr Edwards har blivit förmögen på att driva en skogsavverkningsfirma. När Alicia kommer med lunch åt honom, håller hon på att få ett fallande träd över sig. Mr. Edwards räddar henne, men träffas själv av trädet och skadar ett av sina ben illa. På grund av att han behöver använda en krycka, fruktar han att han ska förbli handikappad resten av livet och vara en börda för sin familj. Detta leder till att han drabbas av en djup depression. Grace skriver till familjen Ingalls och ber om deras hjälp. Charles och Laura reser då för att besöka familjen Edwards, i hopp om att kunna muntra upp honom. Efter några svåra duster inledningsvis så verkar Laura kunna återuppliva Edwards gamla anda och han föreslår att de ska göra en jaktutflykt. Men snart visar det sig att Edwards har andra planer och två gånger måste Charles stoppa Edwards från att försöka begå självmord. I desperation låtsas Charles ha skadats av ett vådaskott och Edwards ger sig då ut för att hämta hjälp. Upplevelsen chockar honom tillbaka till sitt gamla, argsinta, vanliga jag. Notering: Det här är Victor Frenchs första medverkan i serien på två år (på grund av hans avtal med sin tidigare serie, Carter Country). Han kom inte att medverka igen förrän i säsong åtta. Detta är också Bonnie Bartletts sista medverkan som Grace Snider Edwards. Karaktären medverkar i avsnittet "A Promise to Keep" i säsong åtta, men spelas då av Corinne Michaels. |               |                                           |                    |                                                    |                   |                |
| 123 | 9             | "The King Is Dead"                        | Michael Landon     | Michael Landon                                     | 12 november 1979  | 6010           |
| En skrupelfri, men charmig manager för professionell brottning, övertalar Jonathan om att tävla om en stor vinst i en av hans skumma brottningstävlingar i Mankato. Efter att Jonathan vunnit en riggad förmatch, satsar många av invånarna i Walnut Grove pengar på att Jonathan ska vinna finalen, inklusive Mrs. Oleson som sätter på spel pengar som anförtrotts henne som kassör för kyrkan. Gästroller: Leo Gordon som boxaren Milo Stavroupolis och Ray Walston som managern Jimmy Hart. Notering: Melissa Gilbert medverkar inte i detta avsnitt. |               |                                           |                    |                                                    |                   |                |
| — | Special #1    | "The Little House Years"                  |                    |                                                    | 15 november 1979  | 6680           |
| I detta två timmar långa specialavsnitt, tillbringar familjen Ingalls Thanksgiving med att blicka tillbaka på de senaste åren i Walnut Grove (med klipp från tidigare avsnitt). De pratar om Lauras dagbok som hon fört under hela sin uppväxt och med hjälp av detta flödar minnena tillbaka, både av roliga, tuffa, sorgliga och starka upplevelser. De tycker alla att hon ska fortsätta skriva ner sina minnen och en dag ge ut dem i bokform. Notering: Visades ursprungligen som en tre timmar lång TV-film, med minnesvärda avsnitt från serien, men visas numera i tre delar. Avsnittet är inte numrerat eftersom det ursprungligen visades fristående från serien. Det består till stor del av klipp från tidigare avsnitt. I ett sista klipp har tiden dock spolats fram, och vi ser en liten flicka (spelad av Michael Landons yngsta dotter Shawna) som ses rusa in i ett bibliotek för att läsa Laura Ingalls Wilders tredje bok, Lilla huset på prärien. I klippen från tidigare avsnitt syns bland andra: Victor French (Isaiah Edwards), Richard Bull (Nels Oleson), Katherine MacGregor (Harriet Oleson), Alison Arngrim (Nellie Oleson), Jonathan Gilbert (Willie Oleson), Karl Swenson (Lars Hanson), Kevin Hagen (Dr. Baker), Dabbs Greer (pastor Alden), Charlotte Stewart (Miss Beadle), Ramon Bieri (Liam O'Neill), Ernest Borgnine (Jonathan), Arthur Hill (Lansford Ingalls), Rick Hurst (Jacob Jacobsen), Don Knight (Jack Peters), Mark Lenard (Peter Ingalls), Hersha Parady (Eliza Ingalls), Jan Sterling (Laura Colby Ingalls), Bonnie Bartlett (Grace Snider Edwards), Eve Brent (Elna Jacobsen), Walter Brooke (Sandler), William Cort (Dr. Mayo), Ted Gehring (Ebenezer Sprague), Robert Gibbons (clerk), Shane Sinutko (Jonah) med flera. |               |                                           |                    |                                                    |                   |                |
| 124 | 10            | "The Faith Healer"                        | Maury Dexter       | Don Balluck                                        | 19 november 1979  | 6009           |
| En resande pastor, Jacob Danforth (James Olson), kommer till Walnut Grove på ett "helande" korståg och lockar stora skaror till sina möten, där vissa människor verkar uppleva mirakulösa återhämtningar. Trots att en ung pojke i samhället har avlidit efter att ha behandlats av pastorn, blir Danforth ombedd att ersätta pastor Alden, som förbereder sig på att lämna församlingen med den utveckling som är. Men under en affärsresa till Sleepy Eye, upptäcker Charles sanningen om Danforths metoder och pastor Alden övertalas att stanna. |               |                                           |                    |                                                    |                   |                |
| 125 | 11            | "Author! Author!"                         | William F. Claxton | Carole and Michael Raschella                       | 26 november 1979  | 6013           |
| Caroline får besked om att hennes mor och styvfar kommer på besök, men hennes mor avlider hastigt under tågresan, en chockerande händelse för alla i familjen. Carolines styvfar Fredrik (Barry Sullivan) är otröstlig, tills familjen som njuter av att höra alla hans berättelser om när Caroline var liten, övertalar honom om att skriva en självbiografi. Charles får dessutom idén att försöka få den publicerad. Samtidigt är Mary höggravid och föder snart Charles och Carolines första barnbarn, Adam Charles Holbrook Kendall (Adam jr.). Notering: Lauras voice-over under sluttexterna berättar att "morfar Holbrook" avled två år senare. |               |                                           |                    |                                                    |                   |                |
| 126 | 12            | "Crossed Connections"                     | Michael Landon     | Don Balluck                                        | 10 december 1979  | 6008           |
| Telefonen kommer till Walnut Grove, då Harriet Oleson köper rätten att operera en telefonväxel, som växeltelefonist kan Harriet roa sig med att tjuvlyssna på alla telefonsamtal. Jonathan Garvey har nyligen ärvt lite pengar och får möjlighet att få en telefon installerad, som en överraskning till sin fru. Men Harriet avlyssnar ett telefonsamtal och får då reda på en hemlighet om Alice Garveys förflutna och sprider givetvis den snabbt vidare, vilket orsakar problem för Garveys. Detta får Jonathan att åka på ett uppdrag till Minneapolis, i jakt på svar. Albert och Laura få hjälp av bankdirektören, Mr. Anderson, att lära Harriet en dyr läxa. Däribland att ge Harriets andel av Olsens Mercantile till Nels, vilket gör honom till ensam ägare. Gästroll: Royal Dano som Harold. |               |                                           |                    |                                                    |                   |                |
| 127 | 13            | "The Angry Heart"                         | William F. Claxton | Del Reisman                                        | 17 december 1979  | 6012           |
| En tonårspojke, Tod Dortmunder, kommer till Walnut Grove från Chicago för att bo med sina morföräldrar när hans mamma inte längre kan hantera hans argsinta uppträdande. Efter att ha stulit Charles fickur och slagit sin farfar, vänder sig morföräldrarna (delvis eftersom de är rädda för sin egen säkerhet) till Charles för att få hjälp. Charles åtar sig uppgiften och genomför den genom att låta pojken arbeta på hans gård, han visar sig vara den förebild Tod aldrig haft och arbetet med att rehabilitera gossen verkar fungera. När Tod har betalat av sin skuld för klockan och förbereder sig för att åka till San Francisco, ger Charles honom en blå skjorta i present, som tack för hans hårda arbete. Men presenten utlöser Tods hemska minnen av de övergrepp hans far utsatte honom för och han sliter ilsket sönder skjortan. Charles hjälper Tod möta och sedan släppa taget om sitt förflutna. Han inser nu vikten och styrkan som finns i att behöva andra i sitt liv och han sluter fred med sina morföräldrar. Gästroller: Timothy Wead som Tod Dortmunder, Malcolm Atterbury som Brewster Davenport och Susan French som Virginia Davenport. |               |                                           |                    |                                                    |                   |                |
| 128 | 14            | "The Werewolf of Walnut Grove"            | William F. Claxton | John T. Dugan                                      | 7 januari 1980    | 6014           |
| En ny elev, Bart, trakasserar skolläraren Miss Wilder och de andra barnen, särskilt Albert. Albert och Bart kommer i slagsmål och Almanzo kliver in och avbryter det. När skolrådet backar upp henne, fruktar Miss Wilder att hon måste lämna sin plats, och Almanzo berättar för Laura att han kommer att lämna Walnut Grove med sin syster om det skulle bli så. Så Laura hjälper Albert, som kommer på ett påhittigt försök att skrämma mobbaren, genom att skapa en papier-maché varulvskostym. Planen lyckas nästan, tills Carrie omedvetet avslöjar deras upptåg. I ett desperat försöka att förhindra Almanzo från att flytta, samlar Laura alla barn i skolan för att gemensamt agera mot Bart och slå tillbaka nästa gång han hoppar på någon av dem. Full av blåmärken, ber Bart Miss Wilder om ursäkt och lovar att ändra sitt beteende. Laura är minst lika glad för att Almanzo stannar kvar. |               |                                           |                    |                                                    |                   |                |
| 129 | 15            | "What Ever Happened to The Class of '56?" | Michael Landon     | John T. Dugan                                      | 14 januari 1980   | 6015           |
| Charles väljs att representera bönderna i Hero Township på Grange-konventet i Milwaukee och där överväga ett förslag om att jordbruksmaskiner bör köpas direkt från tillverkarna, vilket skulle spara bönderna pengar. Samtidigt får Caroline en inbjudan till en 25-års återföreningsfest med sin skolklass från 1856 i samma stad, så Charles och Caroline åker dit tillsammans. De finner att en del av sina gamla klasskamrater har blivit ekonomiskt framstående, och står på andra sidan av Granges förslag. Men de blir även bedrövade över tillståndet i några av deras gamla vänners äktenskap. Under resan hem är de överens om att de är de som är verkligt lyckade och välmående - med sin kärleksfulla familj som väntar där hemma. Notering: Carolines forna klasskamrater hänvisar till henne som "Caroline Quiner", som hon hette som ogift. Frederick Holbrook, som sågs i avsnittet "Author! Author!" och där kallas hennes far, var egentligen hennes styvfar, eftersom hennes biologiska far dog när hon var fem år. |               |                                           |                    |                                                    |                   |                |
| 130 | 16            | "Darkness Is My Friend"                   | Michael Landon     | Vince R. Gutierrez                                 | 21 januari 1980   | 6016           |
| Adam reser med Hester-Sue, Caroline och Harriet till Redwood Falls för att ansöka om statliga medel till blindskolan. Eftersom de kommer att vara borta över natten, övernattar Laura hos Mary. Under natten tas Laura och Mary som gisslan av en tre förrymda fångar, varav en har en skottskada som han fått under flykten. När Laura skickas för att hämta en läkare, går hon istället hem och berättar för Charles vad som har hänt. Charles följer då med till skolan och utger sig för att vara Dr. Baker och lyckas efter övermanna bovarna. När Adam återvänder och berättar att de nekades finansieringen, får Charles bra användning för belöningen han har tilldelasts för infångandet av fångarna. |               |                                           |                    |                                                    |                   |                |
| 131 | 17            | "Silent Promises"                         | Maury Dexter       | Carole och Michael Raschella                       | 28 januari 1980   | 6017           |
| Laura erbjuder sig att lära ut teckenspråk till den döve pojken Daniel och hans far. Daniel gör framsteg, men berättar plötsligt för Laura att han älskar henne och försöker kyssa henne. Hon känner inte likadant, men när hon ser Almanzo med ännu en kvinnlig vän, överväger hon att söka tröst hos Daniel. Men efter ett samtal med Charles beslutar hon sig för att ärlighet är bäst, för både henne och Daniel. Samtidigt bygger Albert en hundkoja till Bandit, som dock inte verkar förstå dess funktion, trots ihärdiga försök av Albert. |               |                                           |                    |                                                    |                   |                |
| 132/133 | 18/19         | "May We Make Them Proud"                  | Michael Landon     | Michael Landon                                     | 4 februari 1980   | 6018/6019      |
| Den första årliga välgörenhetspicknicken hålls vid blindskolan, "The Harriet Oleson Institute for the Advancement of Blind Children", för att samla in pengar för att kunna bygga ut skolan. Albert och hans kompis Clay testar att röka pipa i källaren och startar oavsiktligt en brand, som förstör byggnaden och kräver Alice Garveys och Adam Jr:s liv. Mary hamnar i djup chock och förnekar att hennes barn har dött, vilket gör att Adam åker till New York för att hitta specialisthjälp för henne och även söka en ny lärartjänst. Albert kämpar med sina skuldkänslor, medan Jonathan Garvey börjar dricka alkohol och anklaga Gud för sin hustrus död. En gåva från Albert väcker Marys minnen av branden och förlusten av sitt barn, och hennes skrik skrämmer Albert så mycket att han ger sig av. Charles och Jonathan vill både få reda på sanningen om branden och hitta Albert och när de väl gör det är det Jonathan som övertygar Albert om att det inte var hans fel att två människor har dött. Adam återvänder från New York med besked att hans far har erbjudit sig att finansiera återuppbyggnaden av skolan, och har insisterat på att den skall få namnet "The Alice Garvey and Adam Kendall Jr. School for The Blind". När de inviger plaketten säger Adam "Må vi göra dem stolta." Notering: Ursprungligen visat som ett två timmar långt avsnitt, numera visas det i två delar. Detta är det sista avsnittet där Hersha Parady medverkar som Alice Garvey. |               |                                           |                    |                                                    |                   |                |
| 134 | 20            | "Wilder and Wilder"                       | Maury Dexter       | John T. Dugan                                      | 11 februari 1980  | 6020           |
| Almanzos bohemiske yngre bror Perley Day (Charles Bloom) kommer och hälsar på i Walnut Grove. Charles hoppas att Lauras känslor ska flyttas över till honom, tills det visar sig att han är en bråkstake, som inte bryr sig om att han skadat en häst, bara att han vinner sina vadslagningar. Men Lauras drömmar är fortfarande fast fokuserade vid Almanzo, som Charles nu börjar se i ett nytt ljus, efter att Almanzo ger upp en armbrytningsmatch för att rädda sin häst från Perley Day. Albert intresserar sig samtidigt för en ny flicka i stan, men hon har bara ögon för Andy. |               |                                           |                    |                                                    |                   |                |
| 135 | 21            | "Second Spring"                           | William F. Claxton | John T. Dugan                                      | 18 februari 1980  | 6021           |
| Charles hamnar i onåd hos Caroline när han glömt bort deras bröllopsdag. Nels har fått nog av sitt oharmoniska familjeliv och börjar sälja sina varor som handelsresande istället, vilket blir mer fridfullt för honom. Längs vägen söker han logi i Tracy, hos en vacker irländsk kvinna vid namn Molly Reardon (Suzanne Rogers). De blir vänner och får även känslor för varandra. Nels finner sig snart kämpa mot frestelse och otrohet, vilket kompliceras av att Charles av misstag råkat se honom kyssa Molly. Så småningom berättar Nels för Molly att han är gift och att de inte kan träffas mer. Nels åker sedan hem och söker försoning med Harriet som har saknat sin make. |               |                                           |                    |                                                    |                   |                |
| 136 | 22            | "Sweet Sixteen"                           | Michael Landon     | John T. Dugan                                      | 25 februari 1980  | 6022           |
| Skoldistriktets chefsadministratör kommer till Walnut Grove för att leta efter någon som kan ersätta en lärare som har ramlat och brutit benet. Eliza Jane rekommenderar Laura, trots att hon är två veckor ifrån att uppnå minimiåldern på 16 år, men Laura tar sin lärarexamen och erhåller sitt lärarcertifikat samt tjänsten. Almanzo kör henne till staden där hon kommer att arbeta och bo, hemma hos den skadade läraren. När Almanzo träffar henne efter hennes första vecka på jobbet börjar han ana att han kan ha romantiska känslor för Laura, vilket förvirrar honom. Han bjuder med Laura till en av kyrkans sammankomster och blir förbluffad när hon säger att hon ska tänka på saken. Senare kommer han in i hennes klassrum samtidigt som en av hennes äldre elever demonstrerar på henne hur flexibel bröstkorgen är (han vill bli läkare och Laura uppmuntrar honom), och tror att eleven håller på att kyssa Laura. Almanzo slår till eleven i svartsjuka och tror att han inte har någon chans hos Laura. Charles förklarar för Laura att Almanzo agerat i svartsjuka, vilket innebär att han nu besvarar hennes känslor för honom. Laura söker upp honom vid kyrkans dans och hon får sin allra första kyss på sin 16-årsdag. |               |                                           |                    |                                                    |                   |                |
| 137 | 23            | "He Loves Me, He Loves Me Not (Part 1)"   | Michael Landon     | Michael Landon                                     | 5 maj 1980        | 6023           |
| Almanzo friar till Laura, som accepterar, men Charles insisterar på att de inte får gifta sig förrän Laura är arton år. Almanzo vägrar att acceptera detta och säger till Laura att han planerar att lämna Walnut Grove. Han ber henne att trotsa sin far och följa med honom, men hon vägrar. Olesons anlitar Percival Dalton för att förbättra driften av Nellies sviktande restaurang och hotell, även när det tillfälligt byter namn till "Caroline's Restaurant and Hotel", vägrar Nellie envist att lära sig service och matlagning. Först när Percival säger att hon är söt mjuknar hon och börja samarbeta. Medan byggandet av den nya blindskolan fortskrider nås Adam av nyheten att hans far plötsligt har avlidit. När han och Laura åker till New York får de veta att hela hans fars egendom har utplånats av hans stora skulder och de kan inte längre finansiera den nya skolbyggnaden. Men när de återvänder och far igenom Sleepy Eye, lägger Laura märke till en gammal domstolsbyggnad som hyrs ut. Efter att Caroline fått reda på att Almanzo arbetar i Sleepy Eye, föreslår hon att Laura ska bege sig dit för att hjälpa till att ställa i ordning den nya blindskolan. Notering: Det här är det första avsnittet där Steve Tracy medverkar som Percival Dalton och Dub Taylor medverkar som Houston Lamb. |               |                                           |                    |                                                    |                   |                |
| 138 | 24            | "He Loves Me, He Loves Me Not (Part 2)"   | Michael Landon     | Michael Landon                                     | 12 maj 1980       | 6024           |
| Laura åker till Sleepy Eye för att hjälpa Mary och Adam att få den nya blindskolan klar innan eleverna anländer. Almanzo besöker henne, men deras samtal förvandlas snabbt till ytterligare ett gräl. Almanzo tar trots det ytterligare ett jobb, så att han i hemlighet kan hjälpa till att betala hyran för blindskolan och han övertalar vaktmästaren Houston att säga till Laura att hyresvärden har sänkt hyran. Då Laura ser Almanzo i stan med en flicka från en saloon tror hon att han har hittat en ny flickvän. Senare blir Almanzo, genom att han dubbelarbetar, allvarligt sjuk i lunginflammation. Charles får reda på hela historien och berättar hur det ligger till för Laura. Hon åker då för att ta hand om Almanzo och när frågan kring den "andra kvinnan" klarats upp, återförenas de. Efter att Almanzo återhämtat sig berättar Charles för honom och Laura att de bara behöver vänta ett år (istället för två) innan de kan gifta sig. Samtidigt under Percivals förmyndarskap, lär sig Nellie laga mat och vara trevlig mot sina kunder och när han är på väg att lämna Walnut Grove tar hon mod till sig och berättar för Percival att hon älskar honom. Trots hennes tidigare förolämpningar och upproriskhet är det precis vad Percival har väntat på och de gifter sig redan nästa dag. |               |                                           |                    |                                                    |                   |                |

### Säsong 7 (1980–1981)
| Nr i serien | Nr i säsongen | Titel                           | Regissör           | Författare                 | Sändningsdatum    | Produktionskod |
| --- | ------------- | ------------------------------- | ------------------ | -------------------------- | ----------------- | -------------- |
| 139 | 1             | "Laura Ingalls Wilder (Part 1)" | Michael Landon     | Michael Landon             | 22 september 1980 | 7052           |
| Sex månader före deras bröllop, köper Almanzo mark från Mr. Gray, till en gård till sig och Laura. Almanzo går dock med på en hård uppgörelse som innebär att han måste betala av lånet inom en tidsfrist, annars förlorar han marken. När det blir torka, dämmer Mr. Gray, som äger granngården, igen strömmen som också försörjer Almanzos mark med vatten och därmed hotas Almanzos skörd och hans förmåga att klara av affären. Eliza Jane förälskar sig i Harve Miller (James Cromwell), en vän till Almanzo som nyligen har flyttat till Walnut Grove. Laura börjar undervisa i Walnut Groves skola, men Almanzo motsätter sig tanken på att hon ska fortsätta undervisa efter att de gift sig, han insisterar på att han kommer att kunna försörja dem och inte kommer tillåta att hon arbetar. Nellie får reda på att hon är gravid, vilket kommer som en chock för hennes mamma. Notering: Steve Tracy står med som "Percival Dalton" i inledningstexten, men det står fortfarande "Nellie Oleson", trots hon i och med sitt äktenskap är Mrs. Percival Dalton. Den Victrolaskivspelare som ses i Wilders hus började inte saluföras förrän år 1906, över tjugo år efter Laura gifte sig. |               |                                 |                    |                            |                   |                |
| 140 | 2             | "Laura Ingalls Wilder (Part 2)" | Michael Landon     | Michael Landon             | 29 september 1980 | 7053           |
| När torkan fortsätter förlorar Almanzo både sin gröda och mark. Laura föreslår att hon kan ta en lärartjänst i Radnor för att hjälpa dem tjäna ihop pengar till en ny gård, men Almanzo vägrar fortfarande och skjuter istället fram bröllopet. Efter ytterligare ett gräl slår Laura upp deras förlovning. Förhållandet mellan Eliza Jane och Harve verkar blomstra, men när hon berättar för honom att hon älskar honom, avslöjar han att han är kär i någon annan. Förlusten av hennes dröm får Eliza Jane att vilja ge sig iväg för att starta ett nytt liv någon annanstans. Hon kan på detta vis också hjälpa Laura och Almanzo bli tillsammans igen, genom att låta Laura ta över hennes lärartjänst i Walnut Grove och huset som följer med det. Almanzo går med på detta och han och Laura gifter sig på Marys och Adams skola i Sleepy Eye, omgivna av familj och vänner. Notering: I verkliga livet gifte sig Laura och Almanzo Wilder den 25 augusti 1885 i De Smet i South Dakota, när hon var 18 år och han 28 år. Grace var då åtta år gammal, men är bara tre år här, och Carrie var 15 år, men är bara cirka 10 år här. Den verkliga Lauras lärarkarriär slutade i och med att hon gifte sig. |               |                                 |                    |                            |                   |                |
| 141 | 3             | "A New Beginning"               | William F. Claxton | John T. Dugan              | 6 oktober 1980    | 7054           |
| Jonathan försöker påbörja ett nytt liv efter Alices död och flyttar till Sleepy Eye, där han köper ett fraktföretag. Han försöker stötta och hjälpa Andy släppa sin känsla av att Mary och Adam bär skulden för hans mors död. Företaget spirar men blir snart föremål för rånare och Jonathan blir vice sheriff för att stödja sheriffen i hanteringen av bovarna. Med hjälp av Charles fångar Jonathan ledarna i ligan, men sedan blir Andy misshandlad av dem och situationen får en tragisk utgång. Notering: Melissa Gilbert och Karen Grassle medverkar inte i detta avsnitt. |               |                                 |                    |                            |                   |                |
| 142 | 4             | "Fight Team Fight!"             | Michael Landon     | Don Balluck                | 13 oktober 1980   | 7056           |
| Tidigare collegefotbollsstjärnan Pete Ellerbee kommer till Walnut Grove för att coacha stadens fotbollslag och för att uppmuntra sin son att bli fotbollsspelare. Albert ansluter sig till laget och blir inspirerad av Ellerbees tal om lagarbete, ansvar och att göra sitt bästa. Ellerbees verkliga mål är egentligen bara att vinna, vilket för honom bevisar ens manlighet och stolthet, men hans krav på pojkarna att lägga ner allt mer tid på träning leder till att han konfronteras av Laura, deras lärare. Inom kort tappar Albert och de andra allt mer intresse för fotbollen då det inte längre är roligt och när Ellerbees målmedvetenhet äventyrar Alberts hälsa, sätter Charles ner foten. Albert beslutar sig sedan för att hans första prioritet är hans studier och att för hans del ska fotboll bara vara på skoj. |               |                                 |                    |                            |                   |                |
| 143 | 5             | "The Silent Cry"                | Michael Landon     | Michael Landon             | 20 oktober 1980   | 7051           |
| Houston, den vresige vaktmästaren på blindskolan, försöker hjälpa två föräldralösa pojkar. Den yngre, Josh (David Faustino), har inte pratat sedan sin ankomst till barnhemmet i Sleepy Eye. Detta gör honom oattraktiv för potentiella adoptivföräldrar, men hans äldre bror, Michael, vägrar skiljas från honom så de rymmer och vice sheriff Jonathan tillbringar mycket tid att leta efter dem. Houston hjälper pojkarna att hålla sig gömda och de knyter an till honom, han vill gärna adoptera dem, men får veta att detta inte skulle vara möjligt. Men hans passionerade ingripande för pojkarnas skull leder till en förändring hos Josh, vilket ändrar inställningen hos paret som tidigare endast ville adoptera Michael och de är nu eniga om att de vill adoptera Josh också. Notering: Ett avsnitt av Bröderna Cartwright, med titeln "The Sound of Sadness", hade en handling med ett liknande tema som detta avsnitt. Båda avsnitten är skrivna av Michael Landon. Melissa Gilbert och Karen Grassle medverkar inte i avsnittet. |               |                                 |                    |                            |                   |                |
| 144 | 6             | "Portrait of Love"              | William F. Claxton | Michael Landon             | 27 oktober 1980   | 7055           |
| Den unga begåvade konstnären Annie Crane (Madeleine Stowe) är omtalad i Walnut Grove för sin talang, trots att hon förlorade synen som litet barn. En konstutställare blir imponerad av hennes målningar och arrangerar en utställning med hennes konst. Tack vare en annons i tidningen inser Annies biologiska mor vem konstnären är och försöker ordna ett möte, men Annie vägrar, förbittrad av att ha blivit övergiven av sin mor som litet barn. Caroline ingriper för att få till stånd en försoning. Samtidigt konfronterar Percival, med Nellies tillstånd, sin svärmor kring hennes inblandning i deras liv genom att överbeskydda Nellie. Notering: Melissa Gilbert medverkar endast som hastigast, utan repliker. |               |                                 |                    |                            |                   |                |
| 145 | 7             | "Divorce, Walnut Grove Style"   | Michael Landon     | Don Balluck                | 10 november 1980  | 7057           |
| Laura och Almanzo hamnar återigen i gräl över sina olika önskningar med sitt äktenskap, detta förvärras när Laura får för sig att Almanzo har en affär med en av sina tidigare flickvänner Brenda Sue. Laura flyttar hem till sina föräldrar, hon vill lämna Almanzo och hamnar även i slagsmål med Brenda Sue. Mrs. Oleson verkar mest njuta av att sprida rykten och tråkiga nyheter, medan Charles och Caroline bidrar till att Laura och Almanzo återförenas. Samtidigt har Charles egna problem med Laura, då han försöker att sätta in ett nytt fönster i huset. Notering: Avsnittets titel är en lek med titeln på 1970-talsserien Love, American Style. |               |                                 |                    |                            |                   |                |
| 146 | 8             | "Dearest Albert, I'll Miss You" | Michael Landon     | Michael Landon             | 17 november 1980  | 7059           |
| Som en del av ett skolprojekt blir Albert brevvän med en flicka i Minneapolis, Leslie (Suzy Gilstrap). Båda fabricerar berättelser om sig själva för att vara mer attraktiva inför varandra: Albert utger sig för att vara en lång idrottsman, medan Leslie beskriver sig själv som en ballerina och döljer sin paraplegi, som gör att hon sitter i rullstol. När Albert förälskar sig i henne, bestämmer han sig för att träffa henne genom följa med Charles när han reser till ett Grangemöte i Minneapolis, men när hans far vägrar tillgriper Albert desperata åtgärder. Notering: Suzy Gilstrap (14 år vid tiden för inspelningen) är förlamad i verkligheten (som ett resultat av att en trädgren föll över henne och hennes rygg bröts som elvaåring, då hon krupit ihop för att mata några ankor). |               |                                 |                    |                            |                   |                |
| 147 | 9             | "The In-laws"                   | William F. Claxton | Don Balluck                | 24 november 1980  | 7058           |
| På förslag av Jonathan Garvey, som får in mer affärer än han kan hantera, bestämmer sig Charles och Almanzo för att starta en egen fraktverksamhet mellan Walnut Grove och Sleepy Eye, de bestämmer sig för att kalla firman 'Ingalls and Wilder'. Men de är inte eniga när Almanzo hellre vill ta en genväg för att komma snabbare till Sleepy Eye än via den vanliga vägen, så de beslutar sig för att ha en tävling, för att se vem som har rätt och kommer fram först. |               |                                 |                    |                            |                   |                |
| 148 | 10            | "To See the Light (Part 1)"     | Michael Landon     | Michael Landon             | 1 december 1980   | 7060           |
| Efter att ha kastats iväg av en explosion i Jonathan Garveys godslager återfår Adam synen och återfår ambitionen att bli advokat som sin far. När han får möjligheten att göra ett antagningsprov till en juristutbildning, studerar Adam med ett sådant engagemang att han försummar sin undervisning och är helt omedveten om Marys betänkligheter. Detta oroar Mary, som börjar tro att Adam inte kommer vilja leva med en blind fru nu när han har återförenats med den seende världen. Samtidigt är både Nels och Percival bekymrade över sina fruars matvanor. |               |                                 |                    |                            |                   |                |
| 149 | 11            | "To See the Light (Part 2)"     | Michael Landon     | Michael Landon             | 8 december 1980   | 7061           |
| Adam reser så småningom till Minneapolis för att göra antagningsprov till juristutbildningen, men en sen kväll blir han överfallen och rånad av några huliganer. Även om han återhämtar sig blir han sedan allvarligt sjuk, vilket leder till att han missar slutprovet. Lyckligtvis ser en vän till att han får bo i hans hus och vårdas av dennes läkare. När de får reda på detta, reser Mary och Charles för att vara hos Adam. Mary försöker kompensera sin tidigare brist på stöd för sin make genom att övertala collegeprofessorn att låta Adam avsluta sitt prov och Adam erhåller sedan ett stipendium för att studera juridik. Notering: Sändningen på västkusten i USA avbröts nära slutet med NBC:s nyhetsbulletin som meddelade att John Lennon hade blivit skjuten. |               |                                 |                    |                            |                   |                |
| 150 | 12            | "Oleson Versus Oleson"          | William F. Claxton | Chris Abbott               | 5 januari 1981    | 7062           |
| En kvinnorättskämpe kommer till Walnut Grove för att samla in underskrifter till en petition för lika rättigheter för gifta kvinnor, som skall överlämnas till delstatsparlamentet. Männen är alla tveksamma till att underteckna petitionen, inklusive Nels, som hamnar i ett stort gräl med Harriet om vem som egentligen äger deras gemensamma egendomar. Charles och Almanzo är också emot det hela, även om de tror på jämlikhet och gemensamt ägande i sina egna äktenskap så förstår de inte varför man måste ha en lag för detta, då det inte varit ett problem dittills att dela på allt. Detta resulterar i att Caroline flyttar ut ur huset och organiserar andra hustrur i en strejk från sina äktenskapliga plikter, då de nekas samma rättigheter som sina makar. Så småningom beslutar sig männen, under ledning av Charles som insett hur fel ute han har varit, att de ska stödja petitionen och den äktenskapliga freden och harmonin är återställd i Walnut Grove. Notering: Förtexterna som tidigare har fortsatt att ange den numera gifta Mrs. Nellie Dalton som "Nellie Oleson" hänvisar nu till henne endast som "Nellie". Kvinnorättskämpen heter i serien Elizabeth Smith, vilket även var namnet på en verklig förespråkare och finansiell supporter av kvinnorättsrörelsen under 1800-talet i USA, Elizabeth Smith Miller (1822–1911). Även i verkligheten gick en lag som tillät gifta kvinnor att äga egendom i eget namn igenom i delstaten Minnesota år 1869 och efter 1874 fick de även rätt att driva företag. |               |                                 |                    |                            |                   |                |
| 151 | 13            | "Come, Let Us Reason Together"  | Michael Landon     | Carole & Michael Raschella | 12 januari 1981   | 7063           |
| När Percivals föräldrar besöker Walnut Grove för att närvara vid födelsen av Nellies och hans barn, avslöjas det att Percivals riktiga namn är Isaac Cohen, till Harriets stora bestörtning. Percivals far Benjamin är hängivet judisk, vilket leder till att han hamnar i konflikt med Harriet och hennes kristna tro, särskilt i frågan om vilken religion deras gemensamma barnbarn kommer att uppfostras i. Nels mäklar fram en vapenvila mellan Benjamin och Harriet genom förslaget att om det blir en pojke så får han uppfostras enligt den judiska tron och om det blir en flicka så får hon uppfostras som kristen. När Nellie oväntat får tvillingar, en flicka och en pojke, enas Nellie och Percival om att uppfostra sin son Benjamin enligt judisk tro och sin dotter Jennifer som kristen. Notering: Avsnittets titel kommer från Jesaja 1:18 (Kom, låt oss gå till rätta med varandra) i Bibeln. Michael Landon och Melissa Gilbert medverkar inte i detta avsnitt. |               |                                 |                    |                            |                   |                |
| 152 | 14            | "The Nephews"                   | William F. Claxton | Chris Abbott               | 19 januari 1981   | 7064           |
| Almanzos äldre bror Royal (Woody Eney) och hans hustru Millie besöker Walnut Grove, och lämnar sina två unga söner hos Almanzo och Laura, medan de åker iväg på semester. Royals hustru anser att en förälder aldrig ska säga "nej" till sina barn och deras pojkars konstanta ofog testar Almanzos och Lauras tålamod ordentligt. De är båda fast beslutna om att inta en helt annan typ av föräldraskap när de själva får barn. Notering: Det här är första gången karaktären Royal Wilder medverkar i serien. Hans hustru meddelar i avsnittet att hon är gravid och barnet, Jenny, medverkar i säsong nio. Karen Grassle medverkar endast i en kort kyrkscen och har inga repliker. |               |                                 |                    |                            |                   |                |
| 153 | 15            | "Make a Joyful Noise"           | William F. Claxton | Kathleen McGhee-Anderson   | 26 januari 1981   | 7065           |
| Joe Kagan säljer sin gård och flyttar till Sleepy Eye för att istället arbeta för Jonathan Garveys fraktfirma, och hoppas på att kunna övertala Hester-Sue om att gifta sig med honom. Men även om hon har känslor för Joe, påminner han henne för mycket om hennes opålitlige och otrogne exmake, hon har istället planer på att gifta sig med en framgångsrik lokal affärsman. Joe börjar utföra enstaka jobb på blindskolan och blir vän med och hjälper en blind pojke som heter Timothy (Keith Mitchell) som Hester-Sue har misslyckats med att få kontakt med. När hon ser förändringen i Timothy, ställer hon in sitt bröllop och säger till Joe att det kanske finns en chans för dem ännu. Notering: Avsnittets titel kommer från Psalm 66 (Make a joyful noise unto God) i Bibeln. Melissa Gilbert och Karen Grassle medverkar inte i detta avsnitt. |               |                                 |                    |                            |                   |                |
| 154 | 16            | "Goodbye, Mrs. Wilder"          | William F. Claxton | Don Balluck                | 2 februari 1981   | 7066           |
| En tjänsteman från skolnämnden gör ett besök för att bedöma Walnut Groves skolas möjligheter att få statlig finansiering och han föreslår att läroplanen bör utvidgas. Vid ett efterföljande stadsmöte ryker Laura ihop med Mrs. Oleson över vilka förändringar som bör göras och när Mr. Oleson avstår sin röst och övriga mötesdeltagare röstar ned henne, avgår Laura och utmanar istället Mrs. Oleson att ta över undervisningen, en uppgift hon glatt accepterar. Mrs. Oleson introducerar lektioner i franska och konstvetenskap samt även en skoluniform, till de flesta elevers förskräckelse och även många föräldrars. Albert organiserar ett klassuppror mot dessa innovationer, men Laura förmanar eleverna och överraskar Mrs. Oleson genom att tala för hennes sak. När statstjänstemannen återvänder säger han att finansieringen endast kommer delas ut om den nya läroplanen innehåller de ämnen som Laura hade föreslagit (som blivande jordbrukare kommer ha användning för), så Mrs. Oleson avgår och Laura blir åter stadens lärare. |               |                                 |                    |                            |                   |                |
| 155 | 17            | "Sylvia (Part 1)"               | Michael Landon     | Michael Landon             | 9 februari 1981   | 7067           |
| En ny flicka i Walnut Grove, Sylvia Webb (Olivia Barash) som är liten och nätt men har en stor byst, får ovälkommen uppmärksamhet från de äldre pojkarna i skolan. Trots att hon inte på något vis uppmuntrat detta anklagar både hennes far och Mrs. Oleson henne för att hon gör just det. Albert tillbringar mycket tid med henne och de blir förälskade. Då Sylvia utsätts för sexuella övergrepp i skogen, av en maskerad angripare, reagerar hennes far, Mr. Webb (Royal Dano), med att främst bli rädd för stadsbornas reaktion och insisterar på att hon ska hålla detta hemligt; en svår och tung börda för Sylvia att bära ensam. Senare kollapsar hon i skolan och Albert och Laura tar med henne till Dr. Baker, som upptäcker att hon är gravid. När Sylvia och hennes far vägrar förklara hur det kan ha gått till blir Albert misstänkt. |               |                                 |                    |                            |                   |                |
| 156 | 18            | "Sylvia (Part 2)"               | Michael Landon     | Michael Landon             | 16 februari 1981  | 7068           |
| Sylvias far beslutar sig för att de måste lämna Walnut Grove. Mrs. Oleson sprider nyheten i stan att det tyder på att Albert är fadern. Sylvia och Albert träffas i hemlighet och planerar att rymma iväg och gifta sig. För att samla ihop pengar arbetar Albert åt stadens smed Irv Hartwig (Richard Jaeckel). När Mr. Webb får reda på att Sylvia fortfarande träffar Albert tar han sitt hagelgevär och går till familjen Ingalls gård. De lyckas övertyga honom om att Albert inte gjorde Sylvia gravid, men Sylvia har nu rymt. När de letar efter henne, skjuter och dödar Mr. Webb våldtäktsmannen (som visar sig vara smeden Hartwig) då han attackerar Albert i en lada. Sylvia ramlar i ladan och skadar sig illa under tumultet och hon avlider senare i armarna på en förtvivlad Albert. |               |                                 |                    |                            |                   |                |
| 157 | 19            | "Blind Justice"                 | Maury Dexter       | Carole & Michael Raschella | 23 februari 1981  | 7069           |
| Adam återvänder till Sleepy Eye efter att ha avslutat sina studier och utexaminerats som advokat, men ett utlovat jobb på en lokal advokatbyrå går honom om intet. Adam och Mary beslutar sig för att lämna blindskolan i Hester-Sues händer och återvänder till Walnut Grove, där Adam öppnar en egen advokatbyrå, med Mary som assistent. Han första klient är en man som anklagas för bedrägeri, efter försäljning av mark som resulterar i att många av medborgarna i Walnut Grove förlorar sina investerade pengar då marken visar sig värdelös. Efter ursprungligt arga och våldsamma reaktioner från stadsborna ändras allt när hela historien framträder vid rättegången. Notering: Adam klarade av sina inträdesprov vid den juridiska fakulteten i avsnittet "To See the Light (Part 2)". |               |                                 |                    |                            |                   |                |
| 158 | 20            | "I Do, Again"                   | William F. Claxton | Don Balluck                | 2 mars 1981       | 7070           |
| När Laura meddelar att hon väntar barn, säger Caroline oväntat att hon också gör det. Senare får hon reda på av Dr. Baker att hon inte är gravid utan upplever en tidig menopaus och att hon inte kan få några fler barn. Hon får en depression och är förkrossad över att hon inte kan ge sin make det han önskar. Charles som själv blir förtvivlad då han får reda på att han aldrig kommer få chansen att få en biologisk son, tar med Caroline på en resa till Wisconsin för att närvara vid en gammal väns sons bröllop. Väl där upplever de båda en nytändning och bestämmer sig för att förnya sina egna äktenskapslöften. Notering: Laura och Almanzo har nu en telefon installerad i sitt hus. |               |                                 |                    |                            |                   |                |
| 159 | 21            | "The Lost Ones (Part 1)"        | Michael Landon     | Don Balluck                | 4 maj 1981        | 7071           |
| Charles och Albert åker på en leveransrunda för Jonathan Garvey, de får sällskap av familjen Cooper (föräldrarna Alvin och Sarah, 11-åriga James och 8-åriga Cassandra) som är på väg för att ansluta sig till Alvins farbror Jed som vaskar guld. I en brant backe lyckas Charles och Albert (med James och Cassandra i sin vagn) komma ner säkert, men Alvin förlorar kontrollen över sin vagn som välter och både han och Sarah omkommer omedelbart. När barnens farbror Jed (E.J. André) berättar för Charles att han är för gammal för att ta hand om dem, känner Charles att han har ett ansvar att hitta ett nytt hem åt barnen. Efter att ha utforskat olika möjligheter, övertalas Charles av Albert att ta med barnen tillbaka till Walnut Grove för att leta efter en fosterfamilj där. Notering: Jason Bateman och Missy Francis ansluter som James och Cassandra Cooper. Detta är sista gången Jonathan Garvey (Merlin Olsen) och Andy Garvey (Patrick Laborteaux) medverkar i serien. Melissa Gilbert och Karen Grassle medverkar inte i detta avsnitt. |               |                                 |                    |                            |                   |                |
| 160 | 22            | "The Lost Ones (Part 2)"        | Michael Landon     | Don Balluck                | 11 maj 1981       | 7072           |
| James och Cassandra smälter smidigt och glatt in i familjen Ingalls. Då finner pastor Alden en familj som är överens om att ta hand om de föräldralösa syskonen, men mannen, Isaiah Tompkins, är en hård man som tvingar dem att arbeta tills de blir alldeles utmattade, vilket resulterar i att Laura varnar dem för att de kommer misslyckas i skolan. Tompkins egen son blir avundsjuk och bitter av syskonens ankomst och ser till att James orättvist åker på en omgång stryk. Till slut rymmer James och Cassandra och då Mr. Tompkins avböjer att hjälpa till att söka efter dem, ger sig Charles iväg med Almanzo och Adam. När han finner James och Cassandra, berättar han för dem att de får följa med honom hem och de blir glada och lättade. Notering: Filmen Love's Unending Legacy (2007), som medproduceras av Michael Landon, Jr., använder ett liknande tema som detta avsnitt. Detta avsnitt är sista gången Steve Tracy medverkar som Percival Dalton och Alison Arngrim som Nellie medverkar inte förrän i avsnittet "The Return of Nellie" i säsong nio. |               |                                 |                    |                            |                   |                |

### Säsong 8 (1981–1982)
Detta är Michael Landon och Karen Grassles sista säsong, samt säsongen då Victor French återkommer i serien.
| Nr i serien | Nr i säsongen | Titel                                       | Regissör       | Författare                                                       | Sändningsdatum   | Produktionskod |
| --- | ------------- | ------------------------------------------- | -------------- | ---------------------------------------------------------------- | ---------------- | -------------- |
| 161 | 1             | "The Reincarnation of Nellie (Part 1)"      | Michael Landon | Michael Landon                                                   | 5 oktober 1981   | 8402           |
| Nellie och Percival flyttar till New York för att driva Percivals familjs butik efter faderns död. Adam och Mary flyttar också dit när Adam anställs vid sin bortgångne fars advokatbyrå. Blindskolan i Sleepy Eye har tagits över av staten, så Hester Sue flyttar till Walnut Grove för att hjälpa Caroline driva restaurangen och hotellet. Harriet blir deprimerad när Nellie har flyttat och Dr. Baker föreslår att hon och Nels ska adoptera, men det krävs ett besök av Cassandra för att återuppliva Harriet. Väl på barnhemmet i Sleepy Eye, går Harriets önskan i uppfyllelse när hon hittar en ung flicka som heter Nancy som påminner henne om Nellie och henne själv som barn. Nancy orsakar snabbt problem i skolan i Walnut Grove, men Laura har redan räknat ut att Nancy är en ny Nellie. Notering: Det här är första gången Allison Balson medverkar som Nancy Oleson. |               |                                             |                |                                                                  |                  |                |
| 162 | 2             | "The Reincarnation of Nellie (Part 2)"      | Michael Landon | Michael Landon                                                   | 12 oktober 1981  | 8403           |
| Nancy lyckas lura sin nya bror Willie att låsa in en rival till henne från skolan i ishuset. Hon övertygar sedan Dr. Baker och Olesons om att hon inte är ansvarig för detta, men Albert och Willie räkna ut sanningen och försöker avslöja henne. Senare visar det sig även att Nancys berättelse om att hon nyligen övergivits av sin mor inte är sann, utan att modern dog när hon föddes. Nancy har sedan dess flyttats från barnhem till barnhem på grund av sitt oförbätterliga beteende. Laura och de andra skolbarnen planerar att spela Nancy ett spratt på skolans välgörenhetsbasar och verkar faktiskt lyckas lära henne en läxa. |               |                                             |                |                                                                  |                  |                |
| 163 | 3             | "Growin' Pains"                             | Maury Dexter   | Larry Bischof                                                    | 19 oktober 1981  | 8401           |
| Charles och Caroline finner livet påfrestande, med att försöka uppfostra fem barn i deras trånga lilla hus, Albert trivs inte heller med att vara storebror till James, som har problem med att passa in i familjen. Efter att James ertappats med en lögn och även att ha stulit från Olesons Mercantile rymmer han hemifrån. Albert följer efter honom och använder omvänd psykologi när han säger till James att han också vill rymma. Under ett rejält åskoväder tar de sin tillflykt till ett gammalt hus, där får de ett oväntat välkomnande, vilket gör att de löser sina meningsskiljaktigheter och återvänder hem. |               |                                             |                |                                                                  |                  |                |
| 164 | 4             | "Dark Sage"                                 | Maury Dexter   | Vince Gutierrez                                                  | 26 oktober 1981  | 8405           |
| Dr. Baker anställer en mycket kvalificerad läkare vid namn Caleb Ledoux (Don Marshall), men blir överraskad när han och hans hustru Mattie (Marlene Warfield) anländer och de visar sig vara svarta, inte franskättade. Det blir också hela byn, i synnerhet Harriet Oleson. Trots ett vänligt välkomnande från familjen Ingalls är andra bybor antingen försagda eller öppet fientliga. Dr. Baker ger sin nya assistent de enklaste av arbetsuppgifter, men vill inte förklara varför. Så småningom, när Dr. Baker inte är tillgänglig för att rycka ut, får Charles tillgripa desperata åtgärder för att göra det möjligt för Dr. Ledoux att hjälpa en gravid kvinna som drabbats av komplikationer vid sin förlossning. Ledoux ser till att säkert förlösa barnet, men bestämmer sig i ilska för att han aldrig kommer accepteras i staden och planerar därför att ge sig av. Men när Dr. Baker levererar en passionerad vädjan vid nästa gudstjänst och stöds av församlingen, beslutar sig Dr. Ledoux trots allt för att stanna i Walnut Grove. Notering: Melissa Gilbert medverkar hastigt, men har inga repliker. |               |                                             |                |                                                                  |                  |                |
| 165 | 5             | "A Wiser Heart"                             | Michael Landon | Chris Abbott                                                     | 2 november 1981  | 8404           |
| Laura inviteras av Eliza Jane att delta i en collegekurs om 'Great American Writers' i Arizona. På tåget dit möter hon en man, Mort, som ska läsa samma kurs och han blir väldigt förtjust i Eliza Jane. Men hon har bara ögon för sin klassens professor, detta orsakar dock problem, när han lägger an på Laura. För att kunna betala för sig, arbetar Laura långa timmar som en diskare. Eliza Jane blir bestört när hon får reda på sanningen om professorn. Men när Mort står upp för Laura mot professorn, väljer hon sida. Eliza Jane meddelar att hon kommer stödja Morts ansökan om en ledig lärartjänst på skolan hon arbetar på i Minneapolis och de beger sig hemåt tillsammans med tåget. Gästroll: Leslie Landon som Pam, den andra diskaren. Notering: Michael Landon och Karen Grassle medverkar inte i detta avsnitt. |               |                                             |                |                                                                  |                  |                |
| 166 | 6             | "Gambini the Great"                         | Michael Landon | Jeri Taylor                                                      | 9 november 1981  | 8406           |
| De flesta invånarna i Walnut Grove, inklusive Harriet Oleson, blir exalterade vid ankomsten av Gambini the Great (Jack Kruschen), en åldrande cirkusartist som utför livsfarliga stunttrick. Men när Albert och Willie försöker utföra några av hans trick blir Charles och Nels inte alls imponerade. Albert börjar ägna all sin fritid åt att träna med Gambini, men kommer ner på jorden när ett av de farligaste tricken går fel. |               |                                             |                |                                                                  |                  |                |
| 167 | 7             | "The Legend of Black Jake"                  | Michael Landon | Chris Abbott                                                     | 16 november 1981 | 8407           |
| Detta är ett komediavsnitt, där Nels kidnappas av ett par osmidiga och fumliga brottslingar som kräver en lösen på 100 dollar, vilken Harriet vägrar betala. Nels planerar då sin egen flykt, samt sin hämnd på Harriet. Planen spårar dock ut fullkomligt och leder istället till att allt fler medlemmar i samhället också tas till fånga. Snart är det mer folk i gömstället än i byn. |               |                                             |                |                                                                  |                  |                |
| 168 | 8             | "Chicago"                                   | Michael Landon | John Hawkins & B.W. Sandefur                                     | 23 november 1981 | 8411           |
| Charles besöker den sörjande Mr. Edwards i Chicago, vars adoptivson John Jr hastigt avlidit, i vad som verkar vara en uppenbar trafikolycka. Tillsammans med Callahan (M. Emmet Walsh), biträdande redaktör för tidningen där John Jr arbetade försöker de få svar på sina frågor kring olyckan. Men deras förfrågningar väcker istället alltmer misstankar kring omständigheterna och leder till att de avslöjar en korruptionshärva bland lokalpolitiker och affärsmän i stan, något John Jr var på spåren i sitt arbete som journalist. Det blir allt mer tydligt att John Jr mördades, och Charles, Edwards och Callahan ställer skurkarna inför rätta. Gästroll: Ernie Hudson som en dikesgrävare i Chicago. |               |                                             |                |                                                                  |                  |                |
| 169 | 9             | "For the Love of Nancy"                     | Maury Dexter   | Chris Abbott                                                     | 30 november 1981 | 8408           |
| Medan Mrs. Oleson är bortrest på en veckas inköpsresa, upplever Nancy återigen att alla hatar henne. Detta får henne att bete sig förskräckligt, bland annat slåss hon med Cassandra. Då börjar en överviktig pojke, Elmer, i skolan och han blir genast retad av sina klasskamrater. Han visar sig dock vara en riktigt duktig elev och Nancy utnyttjar hans intresse för henne. Albert och Willie ser vad som pågår och informerar Laura, som blir arg. Nancy skyller då allt på Elmer, som bestämmer sig för att sluta i skolan, så pojkarna får ställa saker till rätta igen. Notering: Michael Landon och Karen Grassle medverkar inte i det här avsnittet. |               |                                             |                |                                                                  |                  |                |
| 170 | 10            | "Wave of the Future"                        | Maury Dexter   | Jeri Taylor                                                      | 7 december 1981  | 8409           |
| Medan Caroline och Hester Sue arbetar för högtryck på restaurangen, skriver Harriet på ett kontrakt med en franchise som lovar större effektivitet och mer vinst, restaurangen döps därefter om till "Mrs. Sullivan's Kitchen". Dessvärre har Harriet inte läst det finstilta i kontraktet och de tuffa villkoren resulterar i att alla involverades liv blir ännu mer sönderstressade. När Charles motvilligt måste ta över matlagningen hemma (mat som inte är ätbar), klurar han tillsammans med Nels ihop en plan för att kunna frigöra Harriet från hennes kontrakt och få allt tillbaka till det normala. Innan någon förgås av hans kulinariska skapelser, alternativt tynar bort, inklusive han själv. Notering: Karaktären i vit kostym och hatt i sista scenen (krediterad som "Bearded Man") som ger Harriet ett "affärsförslag" är en humoristisk vink till Colonel Sanders från Kentucky Fried Chicken och dennes framgång. Även om det är menat som ett skämt, är detta en anakronism då Colonel Sanders inte föddes förrän år 1890 och Kentucky Fried Chicken inte kom att grundas förrän 1930.           |               |                                             |                |                                                                  |                  |                |
| 171 | 11            | "A Christmas They Never Forgot"             | Michael Landon | Don Balluck                                                      | 21 december 1981 | 8410           |
| Adam och Mary kommer på ett överraskande besök till Walnut Grove över julen. De anländer tillsammans med Hester Sue och samlas med familjen i det lilla huset, tillsammans med Laura och Almanzo. En rejäl snöstorm slår till och de blir insnöade, så de får alla stanna över natten. Caroline, Almanzo, Laura och Hester Sue stannar uppe och återkallar och berättar julminnen för varandra från när de var barn. Notering: Melissa Sue Anderson och Linwood Boomer medverkar för sista gången i serien. Victor French medverkan som "special guest" är ett klipp ur pilotavsnittet från 1974. |               |                                             |                |                                                                  |                  |                |
| 172 | 12            | "No Beast So Fierce"                        | Michael Landon | Carole and Michael Raschella                                     | 4 januari 1982   | 8412           |
| James blir vän med Gideon (Peter Billingsley), en ny liten pojke i skolan som stammar. Men då Gideon hör att James, som han vågat lita på, skrattar då Willie härmar hans stammande rymmer han förtvivlat hemifrån. Medan Walnut Groves invånare söker efter honom, tar Charles med sig James på en fraktresa till Minneapolis. Under resan stöter de på en vild varghund som fastnar för James och följer med dem under resten av färdvägen. Caroline hittar slutligen Gideon och övertalar honom om att komma hem och varghunden får sedan spela en nyckelroll för att reparera James och Gideons tilltygade vänskapsband. |               |                                             |                |                                                                  |                  |                |
| 173 | 13            | "Stone Soup"                                | Maury Dexter   | Peter Dixon                                                      | 18 januari 1982  | 8413           |
| Laura och Almanzo har investerat alla sina pengar i träd till en fruktträdgård. Almanzo ansluter sedan till Charles på ett välbetalt jobb där de fraktar gruvutrustning till Arizona, ett uppdrag som kräver två månader på vägen. Laura har ett allvarligt samtal med Willie om ansvar, vilket han tar ovanligt seriöst för att vara han, särskilt efter att Laura (nu gravid i femte månaden) kollapsar från värmeslag då hon försöker rädda fruktträdgården under en värmebölja. Efter att Caroline berättat historien om att koka soppa på en spik i skolan beger sig skolbarnen, med Willie och Albert i spetsen, iväg för att hjälpa de lokala bönderna att hantera torkan. De börjar med Lauras och Almanzos fruktträdgård. |               |                                             |                |                                                                  |                  |                |
| 174 | 14            | "The Legacy"                                | Michael Landon | Vince R. Gutierrez                                               | 25 januari 1982  | 8414           |
| Charles och hans vän Jack Prescott levererar några handgjorda bord, som Charles gjort "som en hobby", till en butik i Minneapolis. När Jack plötsligt dör under resan, beslutar sig Charles för att han vill göra något att bli ihågkommen för. Han går därför med på att flytta till staden för att kunna jobba heltid med att producera borden under en försöksperiod, innan han säljer gården och flyttar dit hela familjen. Allt går utmärkt till en början, innan en stor möbelproducent kopierar borden och säljer dem till underpriser, vilket gör att försäljningen går allt sämre. Charles bestämmer sig då för att hans största arv kommer att vara hans barn. Men det visar sig i en framåtblick att ett av Charles bord, märkt med hans "CI"-märke, säljs som ett dyrbart antikt föremål på en auktion 1982. Notering: Melissa Gilbert, Scottie MacGregor och Dean Butler medverkar inte i detta avsnitt. |               |                                             |                |                                                                  |                  |                |
| 175 | 15            | "Uncle Jed"                                 | Maury Dexter   | Don Balluck                                                      | 1 februari 1982  | 8415           |
| James och Cassandras farbror Jed kommer till Walnut Grove för att besöka dem. Han är nu rik, då han äntligen har hittat den stora guldfyndighet han letat efter så länge. En donation där han betalar för ett nytt tak till kyrkan gör honom dessutom snabbt populär i stan. Han får också bra kontakt med James och Cassandra, så han bestämmer sig för att då han nu kan erbjuda dem ett hem med honom i Minneapolis, så vill han ta dem med sig dit. Men det går inte så smärtfritt som han hade önskat. Gästroll: E.J. André som farbror Jed. |               |                                             |                |                                                                  |                  |                |
| 176 | 16            | "Second Chance"                             | Maury Dexter   | Don Balluck                                                      | 8 februari 1982  | 8416           |
| Hester Sues ex-make, Sam Terhune, kommer till Walnut Grove och hävdar att han har slutat att dricka och spela och ber henne om en andra chans. Han börjar sakta men säkert uppvakta henne. Trots att hon ursprungligen är misstänksam och försiktig, ger Hester Sue i slutändan efter för sina känslor, då hon fortfarande älskar honom. Det dröjer inte länge innan de planerar att gifta sig igen. På bröllopsdagen dyker dock några överraskningsbesökare upp och Hester Sue inser att, trots goda intentioner, har Sam tyvärr inte förändrats så värst mycket. Gästroll: J.A. Preston som Sam Terhune. Notering: Melissa Gilbert och Dean Butler medverkar hastigt men har inga repliker. |               |                                             |                |                                                                  |                  |                |
| 177 | 17            | "Days of Sunshine, Days of Shadow (Part 1)" | Michael Landon | Don Balluck                                                      | 15 februari 1982 | 8417           |
| Almanzo blir sjuk i difteri då Laura är höggravid, så Charles gör allt han kan för att hjälpa dem. Medan Almanzo återhämtar sig, slår en hagelstorm till som hotar all deras gröda och han rusar ut i stormen i panik och drabbas av en stroke. I efterdyningarna av den blir han väldigt bitter på livet som "krympling" och ger upp om att försöka bli bättre. Samtidigt välkomnar Laura sin svägerska, Eliza Jane, som har kommit för att hjälpa till. Men de har helt skilda idéer om vad som är bäst för Almanzo. |               |                                             |                |                                                                  |                  |                |
| 178 | 18            | "Days of Sunshine, Days of Shadow (Part 2)" | Michael Landon | Chris Abbott                                                     | 22 februari 1982 | 8418           |
| Almanzo blir alltmer deprimerad efter sin stroke och vägrar att följa sin behandling, inte ens hans dotter Rose födelse hjälper honom att återfå livslusten. Laura fortsätter att kollidera med Eliza Jane, som vill att de ska flytta med henne till Minneapolis. Plötsligt slår en tornado till och Laura skadas, när hon kvicknar till och upptäcker förödelsen på deras hus och ägor blir hon väldigt arg. När Almanzo ser sin frus ilska inspireras han att hjälpa till att återuppbygga huset. Notering: Den här berättelsen sändes ursprungligen i två delar, om 80 minuter respektive 40 minuter. Den kan numera visas i tre delar, två delar eller i sin helhet. Detta är det sista avsnittet där Lucy Lee Flippin medverkar som Eliza Jane. |               |                                             |                |                                                                  |                  |                |
| 179 | 19            | "A Promise to Keep"                         | Michael Landon | Vince R. Gutierrez                                               | 1 mars 1982      | 8419           |
| Laura och Almanzos nya hus står klart och hans hälsa är återställd. Då återvänder Mr. Edwards till Walnut Grove, men döljer att hans äktenskap med Grace har havererat på grund av hans återfall i alkoholism. När han på fyllan orsakar en olycka som nästan dödar Albert, säger Charles åt sin gamla vän att lämna staden. Men Laura övertalar honom om att stanna och han arbetar på gården med Almanzo medan han nyktrar till. Men efter fler svåra besked hamnar Mr. Edwards i kyrkan, där han ber och talar med pastor Alden, som bidrar till en försoning med Charles. Laura och Almanzos dotter Rose döps och Mr. Edwards blir hennes gudfar. Notering: Corinne Michaels spelar Grace Snider Edwards och ersätter på så vis Bonnie Bartlett. (Michaels medverkade också i säsong fyra, i avsnittet "My Ellen", där hon spelade Eloise Taylor.) Även om den verkliga Almanzo Wilder levde till 92 års ålder, blev han aldrig helt återställd, utan var tvungen att gå med käpp. |               |                                             |                |                                                                  |                  |                |
| 180 | 20            | "A Faraway Cry"                             | Maury Dexter   | Teleplay by Don Balluck; Story by Pamela Balluck and Don Balluck | 8 mars 1982      | 8420           |
| Caroline får ett brev där en barndomsvän, Louisa, ber om hennes hjälp. Hon reser därför tillsammans med Dr Baker till ett gruvläger som drabbats av influensa. Vännen Louisa är gravid och svårt sjuk samt till råga på allt gift med en grym man som inte bryr sig det minsta om hennes tillstånd. Caroline vårdar henne, medan Dr Baker organiserar invånarna i lägret att ta hand om de sjuka. Louisa föder sitt barn, men avlider, vilket ställer Caroline och doktor Baker inför ett moraliskt dilemma. Notering: Melissa Gilbert medverkar inte i detta avsnitt. Katherine MacGregor medverkar hastigt men står inte med i förtexterna. |               |                                             |                |                                                                  |                  |                |
| 181 | 21            | "He Was Only Twelve (Part 1)"               | Michael Landon | Paul W. Cooper                                                   | 3 maj 1982       | 8421           |
| Charles, Albert, James och Mr. Edwards reser till Sleepy Eye i affärer. James, som vill öppna ett sparkonto med sina födelsedagspengar från farbror Jed, går in i banken när den rånas. James blir skjuten och så svårt sårad att doktorn berättar för Charles att skadorna kan vara dödliga. Charles, Mr. Edwards och senare även Albert ger sig av för att spåra rånarna. Gästroll: Georg Olden som Danny Noteringar: Ett avsnitt av Bröderna Cartwright med titeln "He Was Only Seven" (skriven av Michael Landon) hade en handling med ett liknande tema som detta avsnitt. Melissa Gilbert medverkar inte i avsnittet. |               |                                             |                |                                                                  |                  |                |
| 182 | 22            | "He Was Only Twelve (Part 2)"               | Michael Landon | Michael Landon                                                   | 10 maj 1982      | 8422           |
| James är fortsatt medvetslös efter operationen där kulan avlägsnades. Charles vägrar dock acceptera doktor Bakers bedömning att James inte kommer återhämta sig, han tror att Gud har sagt till honom att James kommer att läka. När familj och vänner ifrågasätter Charles övertygelse och ställer sig frågan om han håller på att förlora greppet om verkligheten ger han sig iväg. Han tar med sig James in i skogen och bygger ett vindskydd samt ett stenaltare. Charles vägrar ge upp trots att tiden går och lämnar inte James sida, utan fortsätter envist att be till Gud om ett mirakel. Noteringar: I detta avsnitt medverkar för sista gången Caroline (fram till "Little House: The Last Farewell"), Carrie, Grace, Cassandra och James. Melissa Gilbert medverkar inte, men är berättarröst i avsnittets inledning. |               |                                             |                |                                                                  |                  |                |

### Säsong 9: "Little House: A New Beginning" (1982–1983)
När Michael Landon bestämde sig för att lämna serien döptes den om och fokus lades istället på Laura och Almanzo Wilder samt att fler karaktärer tillkom. Landon stannade dock kvar som verkställande producent och skrev samt regisserade även enstaka avsnitt.
| Nr i serien | Nr i säsongen | Titel                         | Regissör       | Författare         | Sändningsdatum    | Produktionskod |
| --- | ------------- | ----------------------------- | -------------- | ------------------ | ----------------- | -------------- |
| 183 | 1             | "Times Are Changing (Part 1)" | Maury Dexter   | Michael Landon     | 27 september 1982 | 8451           |
| Våren 1887 flyttar familjen Ingalls till Burr Oak i Iowa, efter en svår vinter, för att istället söka lyckan där. De säljer sitt lilla hus till familjen Carter och har en liten avskedsfest för sina vänner. John Carter är byns nya smed och hans fru Sarah startar inom kort en tidning, Walnut Grove Gazette. Fyra månader senare meddelar Laura att hon slutar som lärare på skolan i Walnut Grove för att istället på heltid ta hand om dottern Rose, hon presenterar den nya läraren Etta Plum (Leslie Landon) för eleverna. Almanzos bror, Royal, anländer med sin dotter, Jenny. Han bär på en hemlighet, han är svårt sjuk och har egentligen kommit till Walnut Grove för att ge Jenny en chans att lära känna Laura och Almanzo, som kommer bli hennes adoptivföräldrar. Notering: I avsnittet medverkar för första gången Jenny Wilder (spelad av Shannen Doherty). I verkligheten flyttade Ingalls till Iowa år 1876.                                                                                     |               |                               |                |                    |                   |                |
| 184 | 2             | "Times Are Changing (Part 2)" | Maury Dexter   | Michael Landon     | 4 oktober 1982    | 8452           |
| Familjen Carter, inklusive sönerna Jeb och Jason, acklimatiserar sig till den nya tillvaron i Walnut Grove. För Jenny går detta dock inte så bra, hon har svårt att hantera sin fars död och anklagar både sig själv och Laura. |               |                               |                |                    |                   |                |
| 185 | 3             | "Welcome to Olesonville"      | Maury Dexter   | Paul W. Cooper     | 11 oktober 1982   | 8454           |
| Harriet Oleson hittar en gammal Walnut Grove-obligation och hävdar att staden är skyldig henne en stor summa pengar för obetalda räntor, hon insisterar sedan på att döpa om staden till Olesonville och vill även få sin make vald till borgmästare. Men hon möter på motstånd, i synnerhet från några av stadens äldsta invånare. Gästroller: Charles Lane som Jess Moffet och Lew Ayres som Lem McCary. |               |                               |                |                    |                   |                |
| 186 | 4             | "Rage"                        | Maury Dexter   | B. W. Sandefur     | 18 oktober 1982   | 8456           |
| En bonde vid namn Thomas Stark nekas ett lån i banken och går inom kort i konkurs. I ett fruktansvärt raseriutbrott skjuter han sin fru och dotter och ger sig därefter av. Medborgarna i Walnut Grove organiserar ett civiluppbåd för att spåra upp honom, han tar då skydd i Wilders hus, vilket utsätter Laura och Jenny för fara. Gästroller: Robert Loggia som Thomas Stark, Michele Marsh som Constance Stark, Tammy Lauren som Elizabeth Stark och Ronnie Scribner som Randall Page. |               |                               |                |                    |                   |                |
| 187 | 5             | "Little Lou"                  | Victor French  | Michael Landon     | 25 oktober 1982   | 8453           |
| En cirkusartist, Little Lou (Billy Barty), lovar sin fru att lämna cirkuslivet bakom sig och slå sig ner i Walnut Grove innan hon dör vid födseln av deras dotter. Han möter dock på motstånd, men så inträffar en olycka och Lou är den enda som kan hjälpa till. Notering: Ett avsnitt av Bröderna Cartwright, med titeln "It's a Small World", hade ett liknande tema. Båda avsnitten skrevs av Michael Landon. |               |                               |                |                    |                   |                |
| 188 | 6             | "The Wild Boy (Part 1)"       | Victor French  | Vince R. Gutierrez | 1 november 1982   | 8457           |
| Dr. McQueen (Anthony Zerbe), en skrupellös resande säljare besöker Walnut Grove, han säljer ett elixir samt visar upp en pojke som han kallar "Wild Boy". Pojken lyckas fly från sin fångenskap och får hjälp av Jenny, men det visar sig snart vad som fick honom att agera så "vilt". |               |                               |                |                    |                   |                |
| 189 | 7             | "The Wild Boy (Part 2)"       | Victor French  | Vince R. Gutierrez | 8 november 1982   | 8458           |
| Laura lär den förrymda pojken Matthew, Jenny och Mr. Edwards teckenspråk och Matthew accepteras snart av många av stadens invånare. Men Nancy, som är helt fokuserad på den stora belöningen som utlysts för att finna "Wild Boy", leder McQueen till Mr. Edwards som tagit sig an Matthew. |               |                               |                |                    |                   |                |
| 190 | 8             | "The Return of Nellie"        | Maury Dexter   | Don Balluck        | 15 november 1982  | 8459           |
| Nellie besöker Walnut Grove, vilket gläder de flesta i hennes familj. Men vad händer när Nancy inte längre får all den uppmärksamhet hon är van vid? Notering: I detta avsnitt medverkar Alison Arngrim för sista gången som Nellie. |               |                               |                |                    |                   |                |
| 191 | 9             | "The Empire Builders"         | Joseph Pevney  | Larry Jensen       | 22 november 1982  | 8460           |
| Järnvägen kommer till Walnut Grove, och med det löften om jobb och ekonomisk tillväxt till bygden. Men glädjen blir kortvarig då invånarna i staden inser vilka följdverkningar det också får, däribland att många bönder tvingas lämna sina hem. |               |                               |                |                    |                   |                |
| 192 | 10            | "Love"                        | Victor Lobl    | Paul W. Cooper     | 29 november 1982  | 8462           |
| Jane (Jill Schoelen), en barndomsvän till Laura som har gått i skolan för synskadade, hälsar på i Walnut Grove och blir förtjust i Mr. Edwards. Hennes känslor är besvarade, men de möter på motstånd på grund av den stora åldersskillnaden. |               |                               |                |                    |                   |                |
| 193 | 11            | "Alden's Dilemma"             | Maury Dexter   | Don Balluck        | 6 december 1982   | 8461           |
| En prästkollega planerar en överraskning för pastor Alden; han ordnar ett hus åt honom i Walnut Grove. Men detta uppdagas inte förrän pastor Alden dragit slutsatsen att hans församling planerar att överge honom. Samtidigt får Almanzo och Mr. Carter under en resa till San Francisco uppleva ett rejält äventyr med många skruvade förvecklingar. |               |                               |                |                    |                   |                |
| 194 | 12            | "Marvin's Garden"             | Michael Rhodes | Michael Landon     | 3 januari 1983    | 8463           |
| En åldrande doktor (Ralph Bellamy) håller på att mista synen och vet att han snart måste sluta praktisera. Då Jenny råkar ut för en svår olycka tar sig Dr. Marvin an henne som sin sista patient. Notering: Huvudtemat i avsnittets musik skulle senare komma att bli temamusiken till Michael Landons nästa serie, Highway to Heaven. |               |                               |                |                    |                   |                |
| 195 | 13            | "Sins of the Fathers"         | Victor French  | E. F. Wallengren   | 10 januari 1983   | 8464           |
| Sarah Carters far besöker Walnut Grove och kräver att de ska flytta tillbaka till New York. Det är inte vad Sarah önskar men fadern är kraftfull och övertygad om att han vet bäst. Notering: Victor French och Dean Butler medverkar ej i avsnittet. |               |                               |                |                    |                   |                |
| 196 | 14            | "The Older Brothers"          | Victor French  | Michael Landon     | 17 januari 1983   | 8455           |
| Mr. Edwards, samt senare även Almanzo och John, blir inblandade i en ligas kriminella aktiviteter. Notering: Ett avsnitt i Bröderna Cartwright, med titeln "The Younger Brothers' Younger Brother", hade en liknande handling som detta avsnitt. Båda avsnitten skrevs av Michael Landon. |               |                               |                |                    |                   |                |
| 197 | 15            | "Once Upon a Time"            | Maury Dexter   | Don Balluck        | 24 januari 1983   | 8465           |
| Almanzo motiverar Laura att delta i en skrivtävling och hon skriver då en roman om familjen Ingalls som både Almanzo och Jenny älskar. Laura reser sedan med Jenny till Minneapolis, där Laura får reda på att hon vunnit tävlingen och har möjligheten att få sin bok utgiven. Hon går motvilligt med på de ändringar som bokförlaget föreslår, men Jenny övertygar Laura om att den nya versionen inte är lika bra som originalet och att hon inte bör ge ut den. Noteringar: I slutet av avsnittet redogör Michael Landon som berättarröst i en framåtblick (från "The Little House Years") för hur det gick med Lauras författarskap, där hans dotter Shawna Landon spelar en liten flicka som springer in i ett bibliotek för att läsa Laura Ingalls Wilders tredje bok, Lilla huset på prärien. I verkligheten började inte Laura skriva på 'Lilla huset på prärien' böckerna förrän hon var i femtioårsåldern, uppmuntrad av sin dotter Rose, som då själv hunnit bli en framgångsrik journalist och författare. |               |                               |                |                    |                   |                |
| 198/199 | 16/17         | "Home Again (Parts 1 & 2)"    | Michael Landon | Michael Landon     | 7 februari 1983   | 8467/033210    |
| Charles och Albert återvänder till Walnut Grove efter att Albert har hamnat i trubbel med lagen. Snart visar det sig att Albert har större problem än så, han har blivit beroende av morfin, vilket bland annat gör honom aggressiv och Charles tvingas till drastiska metoder för att rädda sin son från missbruket. Noteringar: Avsnittet sändes ursprungligen som ett tvåtimmars-avsnitt. Det har senare delats upp i två avsnitt. Det är sista gången i serien som Michael Landon och Matthew Laborteaux medverkar, båda dyker dock senare upp i de avslutande TV-filmerna. |               |                               |                |                    |                   |                |
| 200 | 18            | "A Child with No Name"        | Victor French  | Don Balluck        | 14 februari 1983  | 8466           |
| Sensommaren 1889 dör Almanzo och Lauras nyfödda son under natten utan uppenbar orsak, endast en vecka gammal. Utan någon egentlig anledning lägger Laura skulden på doktor Baker för barnets död och hans rykte skadas allvarligt. Han kan inte längre verka som läkare som ett resultat och beslutar sig därför för att lämna Walnut Grove. Då blir Rose sjuk i smittkoppor och gentemot Lauras önskemål kallar Almanzo på doktor Baker, som måste stanna hos dem i karantän för att kunna behandla Rose. Efter att Rose återhämtat sig, erkänner Laura att hon hade fel, doktor Baker är en bra läkare och hon övertalar honom att stanna. Notering: I avsnittet medverkar Ketty Lester för sista gången som Hester-Sue Terhune. |               |                               |                |                    |                   |                |
| 201 | 19            | "The Last Summer"             | Maury Dexter   | Duke Sandefur      | 21 februari 1983  | 8469           |
| Jason hjälper en äldre kvinna, Ruthy Leland (Vera Miles) med lite olika små hantverksjobb. Sarah blir svartsjuk till en början, men när de inser att kvinnan är svårt sjuk fokuserar de på att skapa fina minnen tillsammans, den tid de har kvar. Notering: Victor French och Dean Butler medverkar inte i avsnittet. |               |                               |                |                    |                   |                |
| 202 | 20            | "For the Love of Blanche"     | Michael Landon | Michael Landon     | 7 mars 1983       | 8470           |
| Mr. Edwards lovar en person på genomresa att ta hand om dennes "baby", bara för att upptäcka att det rör sig om en orangutang, som heter Blanche. Han tar likväl god hand om Blanche, men det är inte alla som är lika förtjusta. |               |                               |                |                    |                   |                |
| 203 | 21            | "May I Have This Dance?"      | Victor French  | Chris Abbott       | 14 mars 1983      | 8471           |
| Willie går ut skolan och hans mor ser framför sig att han ska läsa vidare, men Willie har blivit kär i Rachel Brown och vill gifta sig och ta över familjens restaurang. Det blir inte populärt, men Willie står upp mot sin bestämda mor. En gammal dam, Mrs. Flannery, dör och lämnar sitt stora hus till sin vän Laura. Laura och Almanzo öppnar pensionat och får snart sina första gäster. Notering: I avsnittet dyker för första gången Rachel Brown-Oleson (Sherri Stoner) upp, hon återkommer i seriens slut samt i de tre TV-filmerna. |               |                               |                |                    |                   |                |
| 204 | 22            | "Hello and Goodbye"           | Michael Landon | Don Balluck        | 21 mars 1983      | 8472           |
| Mr. Edwards flyttar in på Lauras pensionat, där bor redan den excentriske brittiska författaren Sherwood Montague, de två färgstarka herrarna kunde inte vara mer olika. Noteringar: Låga tittarsiffror orsakade att serien lades ned. För att ha möjlighet att knyta ihop alla trådar spelades tre TV-filmer in och sändes efterföljande TV-säsong. I detta avsnitt medverkar Harriet Oleson (Katherine MacGregor) för sista gången, hon dyker inte upp i TV-filmerna. Detta är dock första gången Sherwood Montague (Robert Casper), som senare medverkar i TV-filmerna, dyker upp. |               |                               |                |                    |                   |                |

## TV-filmer efter serien (1983–1984)
Den första TV-filmen (icke räknat pilotavsnittet) var en tre timmar lång återblick i säsong sex, med titeln The Little House Years.
| Nr i serien | Titel                                     | Regissör       | Författare         | Sändningsdatum   | Produktionskod |
| --- | ----------------------------------------- | -------------- | ------------------ | ---------------- | -------------- |
| TV-film #2 | Little House: Look Back to Yesterday      | Victor French  | Vince R. Gutierrez | 12 december 1983 | 8486           |
| Charles blir, i Burr Oak i Iowa, befordrad till inköpsagent och han tar med sig Albert på en inköpsresa till Minnesota. På vägen stannar de till vid University of Minnesota, där Albert planerar att fullfölja sin plan att utbilda sig till läkare. De återförenas sedan med familj och vänner i Walnut Grove. Albert upplever sprudlande känslor för en jämnårig tidigare skolkamrat, Michele Pierson (Melora Hardin), och Charles uppmuntrar lokala bönder att starta ett kooperativ för att kunna konkurrera med de stora gårdarna. Albert lider allt mer av allvarliga näsblödningar och utmattning och diagnostiseras med en dödlig blodsjukdom. I slutändan väljer han att återvända till Walnut Grove, för att tillbringa återstoden av sitt liv där, istället för att ligga på sjukhus. Han tillbringar tiden med att skapa speciella minnen och nås av nyheten att han erhållit ett fyraårigt stipendium från universitetet han hade planerat att studera vid. Albert, Laura och Michele följer med lärarinnan Miss Plum (Leslie Landon) och skolbarnen i Walnut Grove på deras årliga klättring till "souvenirträdet", på toppen av berget Harpers Bluff, där syskonen fattar varandras händer och höjer dem i en segerhälsning. Notering: Ursprungligen sändes detta som en 95 minuter lång film, numera visas den antingen i två delar eller i sin helhet. |                                           |                |                    |                  |                |
| TV-film #3 | Little House: Bless All the Dear Children | Victor French  | Chris Abbott-Fish  | 17 december 1984 | 0407           |
| Strax före jul 1896 är Laura, Almanzo och Mr. Edwards i Mankato och julhandlar när Rose kidnappas av en sörjande mamma (Patricia Pearcy) som precis förlorat sitt nyfödda barn, vilket leder till en desperat jakt. En ung föräldralös pojke, Sam (Joel Graves), smiter med i deras vagn och får en nyckelroll i sökandet, som får en lycklig utgång. Under tiden försöker Nels få Nancy att bidra till Olesons jul men ångrar sig senare. Jason försöker tjäna ihop pengar till julklappar med en julgransleveransservice som ingen vill ha och Mr. Montague försöker undvika alla sedvänjor kring julen (som han tycker är kommersiella) men det slutar med att han räddar familjen Carters jul. Notering: Ursprungligen sändes detta som en 95 minuter lång film; numera visas den antingen i två delar eller i sin helhet. Filmen var tänkt att sändas i december 1983, men sändes inte förrän i december 1984, tio månader efter seriens avslutning. |                                           |                |                    |                  |                |
| TV-film #4 | Little House: The Last Farewell           | Michael Landon | Michael Landon     | 6 februari 1984  | 0400           |
| Charles och Caroline besöker Walnut Grove och är glada över att kunna bo i "Det lilla huset", när John och Sarah Carter åker iväg ett tag. Samtidigt får invånarna veta att en markexploateringsmagnat, Nathan Lassiter (James Karen), har förvärvat äganderätten till all mark i Hero Township. Efter att ha misslyckats med att besegra hans anspråk på rättsliga grunder och även med vapen, inspirerar Laura byborna att ventilera sin ilska över vad de ser som en stor orättvisa och de beslutar sig för en drastisk handlingsplan. När Lassiter anländer för att göra anspråk på Walnut Grove, finner han alla stadens byggnader ödelagda och att invånarna har givit sig iväg för att starta nya liv på annat håll, så som många av dem har gjort många gånger förr. Notering: Ursprungligen sändes detta som en 95 minuter lång film; numera visas den antingen i två delar eller i sin helhet. |                                           |                |                    |                  |                |